# 逆川 (水戸市)
逆川（さかさがわ）は、茨城県水戸市を流れる川である。

## 概要
水戸市を流れる逆川は一級水系那珂川に含まれる川である。那珂川に合流する桜川の右支川で、茨城県が一級河川として管理している。総延長は5.8キロメートル、流域面積は10.3平方キロメートルで、全域が水戸市内に収まる。（流域面積11.2平方キロメートルとする資料、延長6キロメートル・流域面積約12平方キロメートルとする資料もある。）
流域には史跡笠原水道や、水辺を巡る木造の遊歩道などを設けた逆川緑地がある。
"逆川"の名の由来として、付近の他の川が東や南に流れるのに対し、この川は北に流れていることがひとつの説としてあげられている。他に那珂川が大雨で増水した水が逆川まで逆流してきた出来事に由来しているとの説もある。

## 現在の流路と周辺
現在の逆川の源流は水戸市東野町の県営東山アパートの東山団地調整池である。米沢町、笠原町の住宅地の脇を北流しつつ周辺の湧水を集めて流量を増し、千波町の逆川緑地を経て、中心市街地の中央2丁目で桜川と合流する。茨城県の管理区域は調整池の至近の市道橋から桜川との合流点までの間である。
逆川の周辺の主要な建物としては下流方向を向いて、左に茨城県庁舎、茨城県立県民文化センター、茨城県近代美術館がある。右には2016年からの新築工事を終え、2019年1月4日より全面開庁した水戸市役所の本庁舎がある。

### ギャラリー

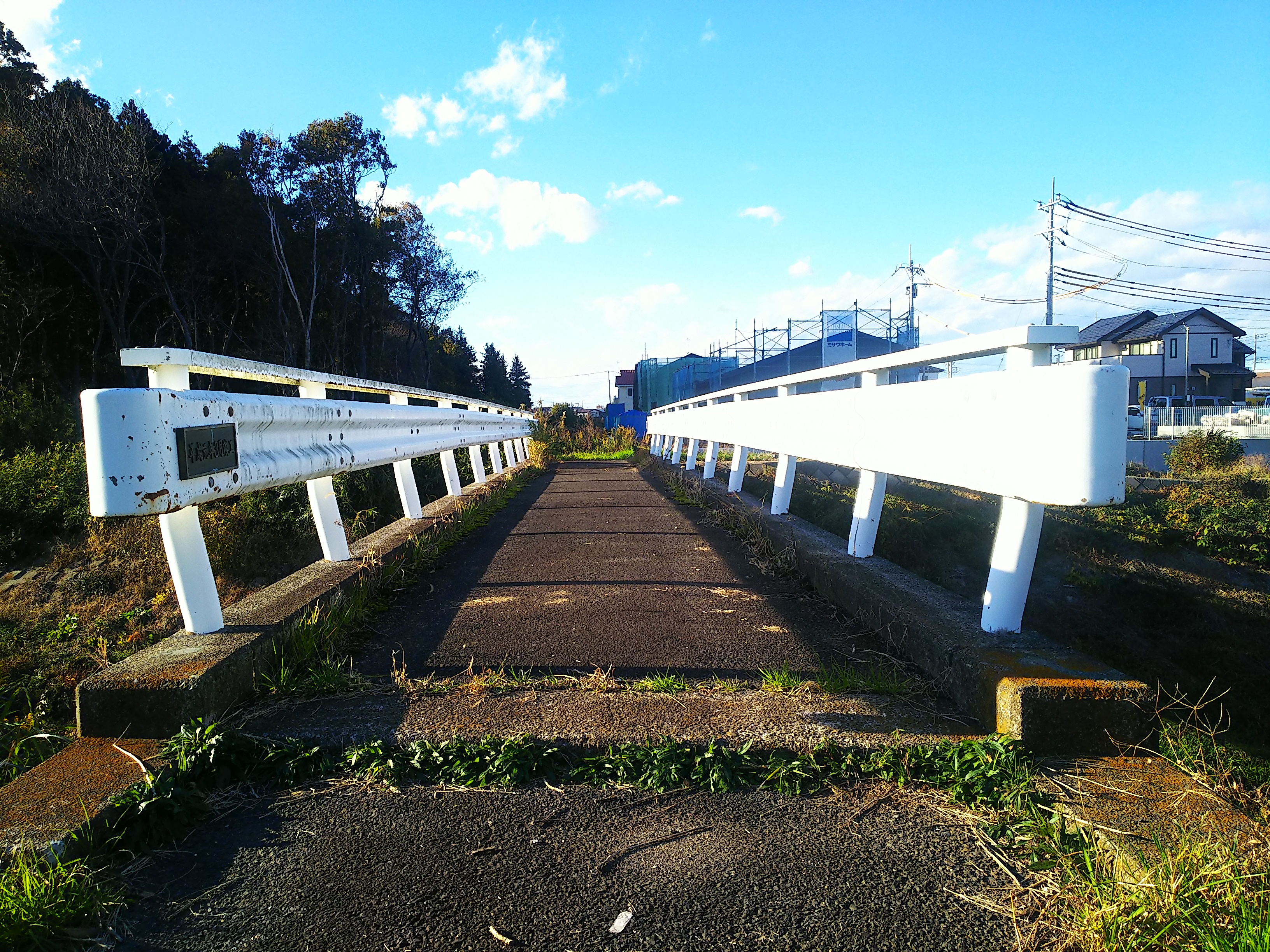
名称不明の橋
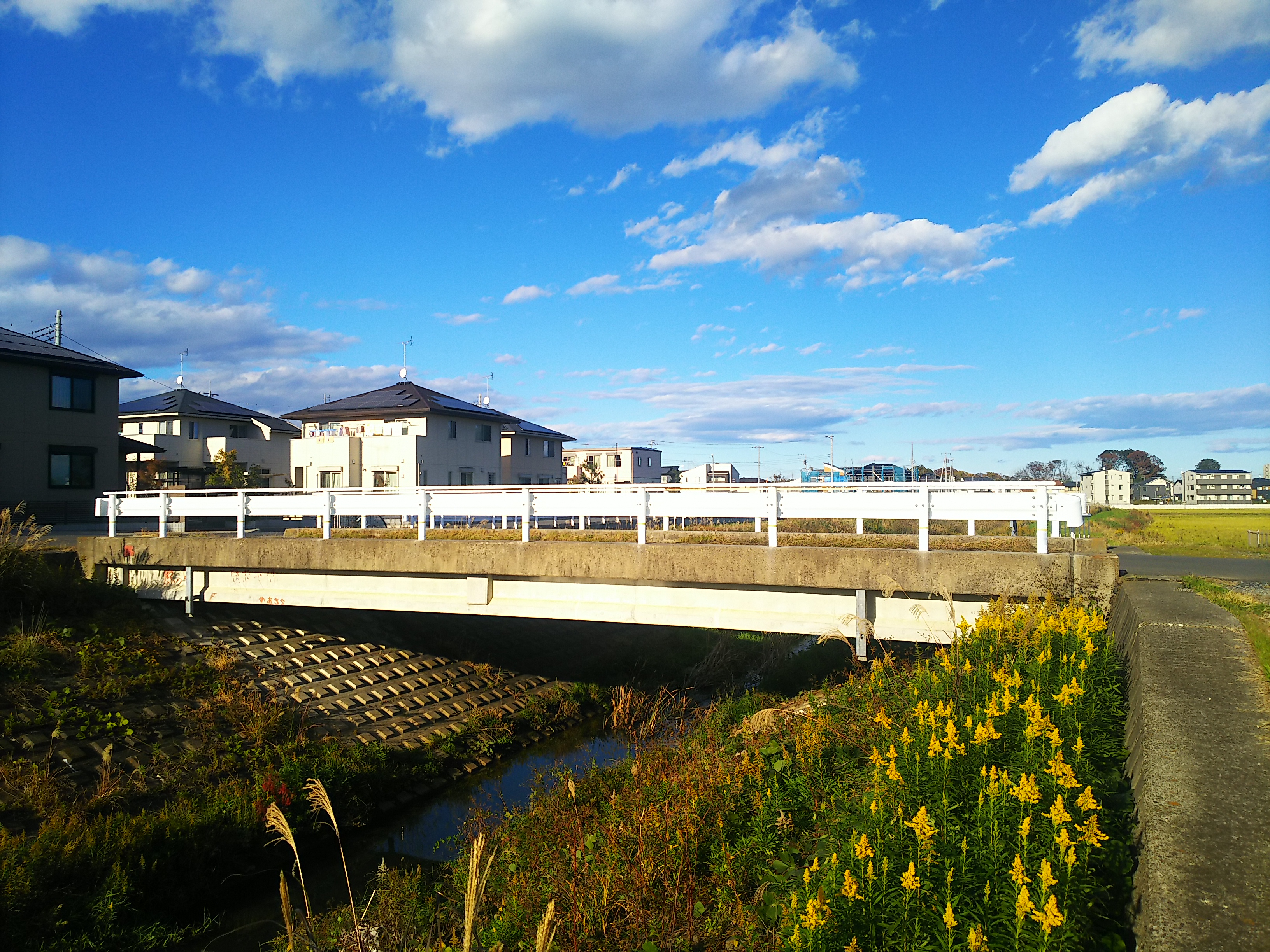
第三米沢橋
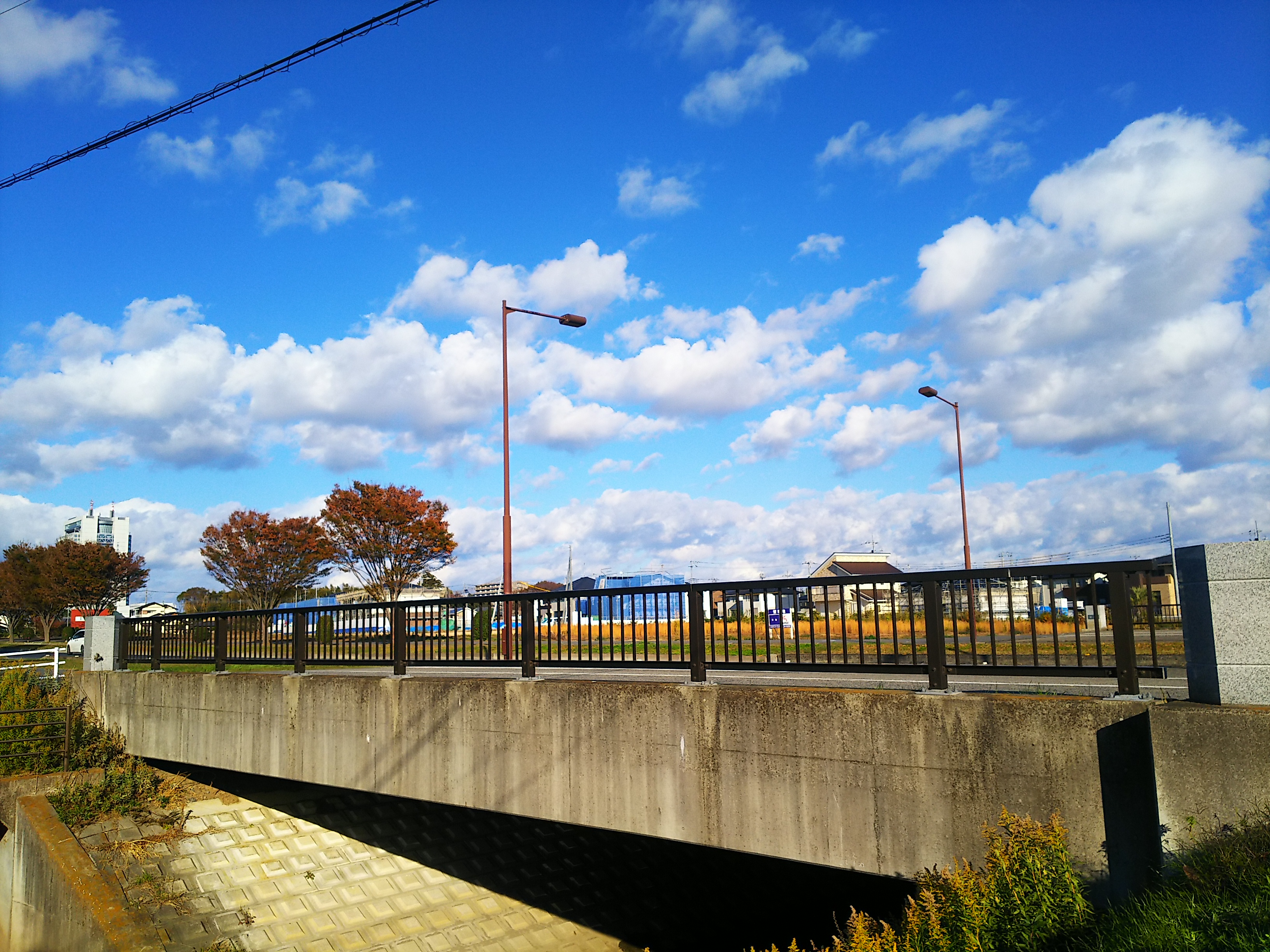
中水門橋
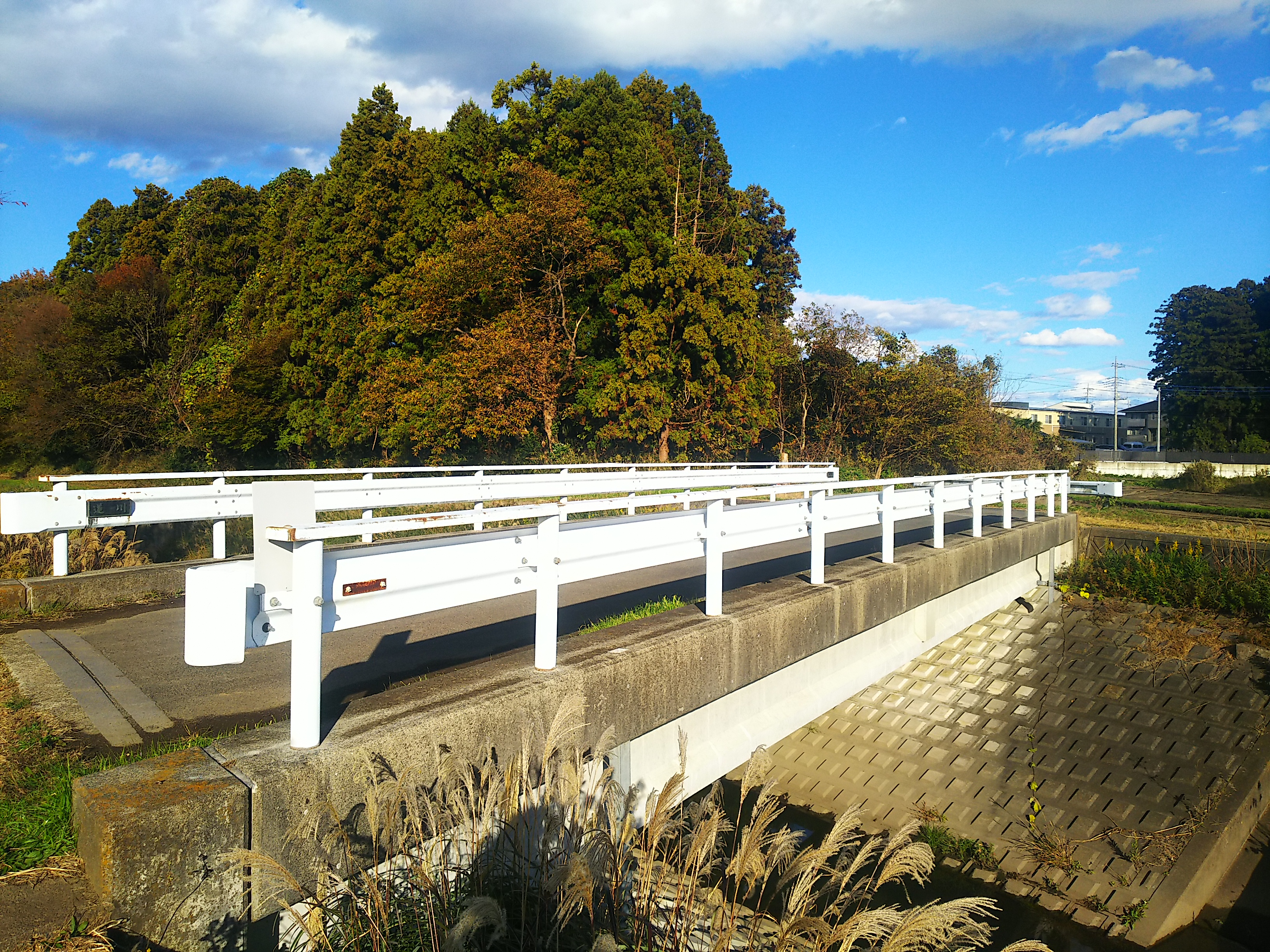
第二米沢橋
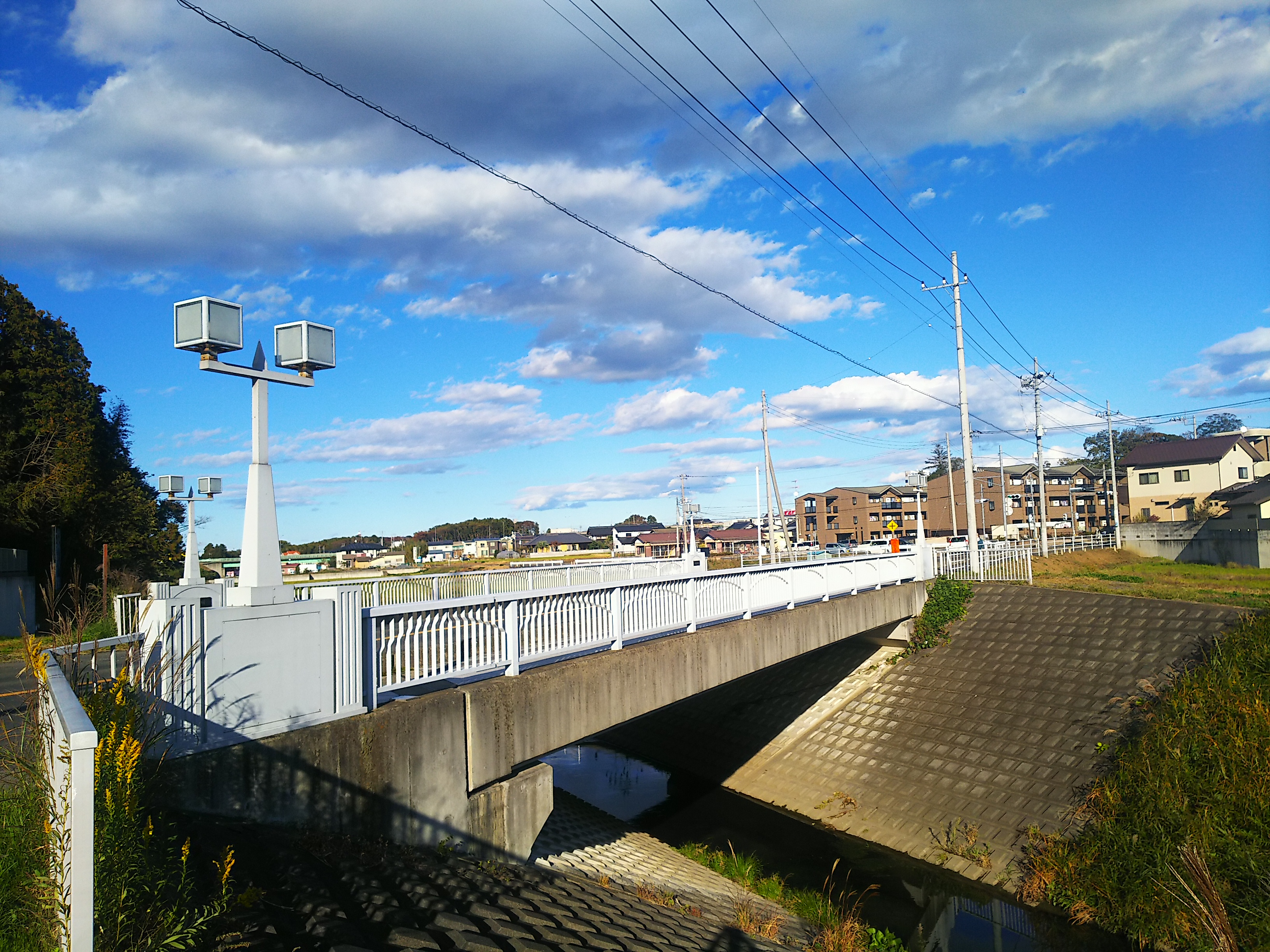
笠原橋
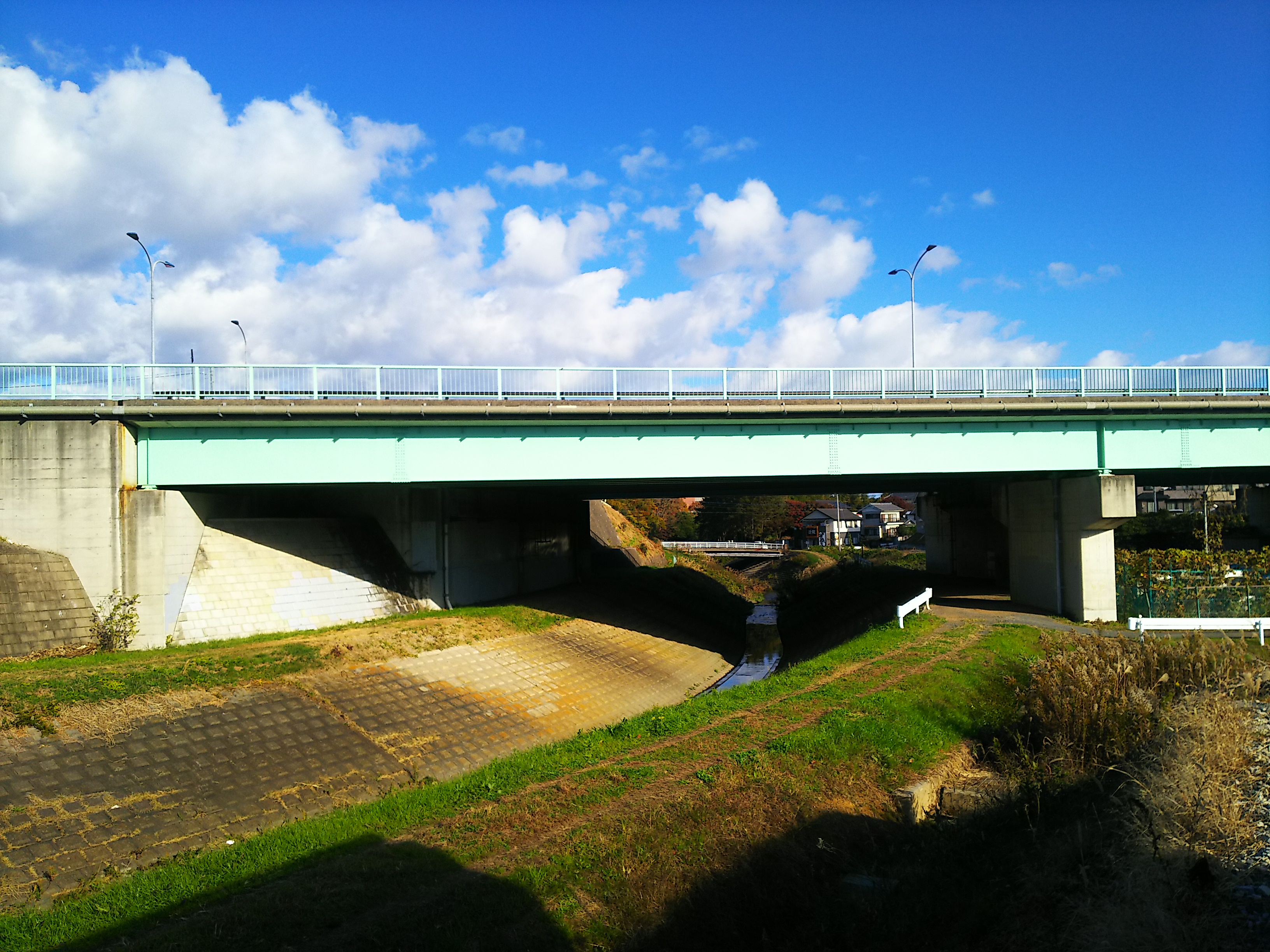
米沢高架橋
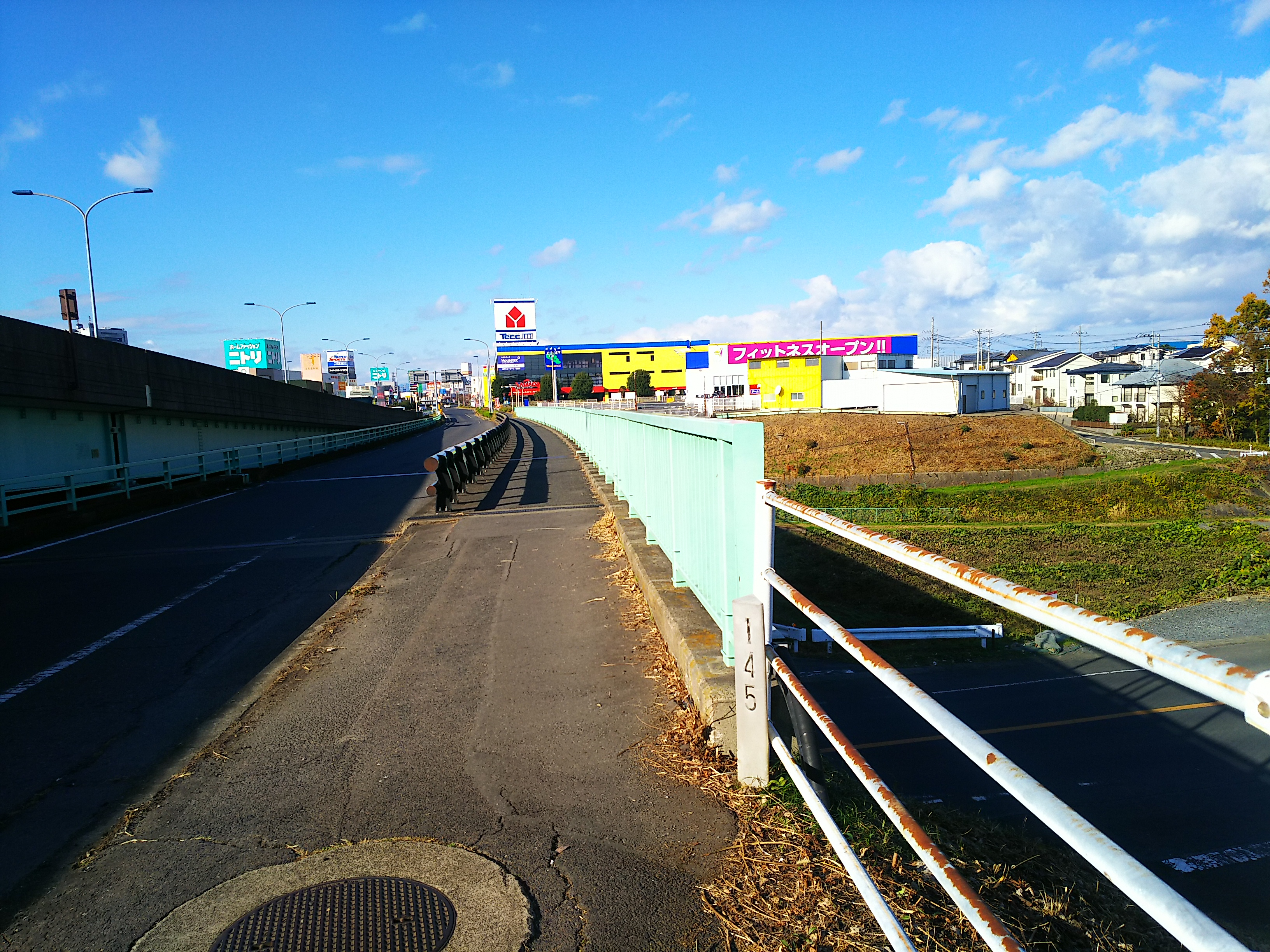
逆川橋（米沢高架橋脇）
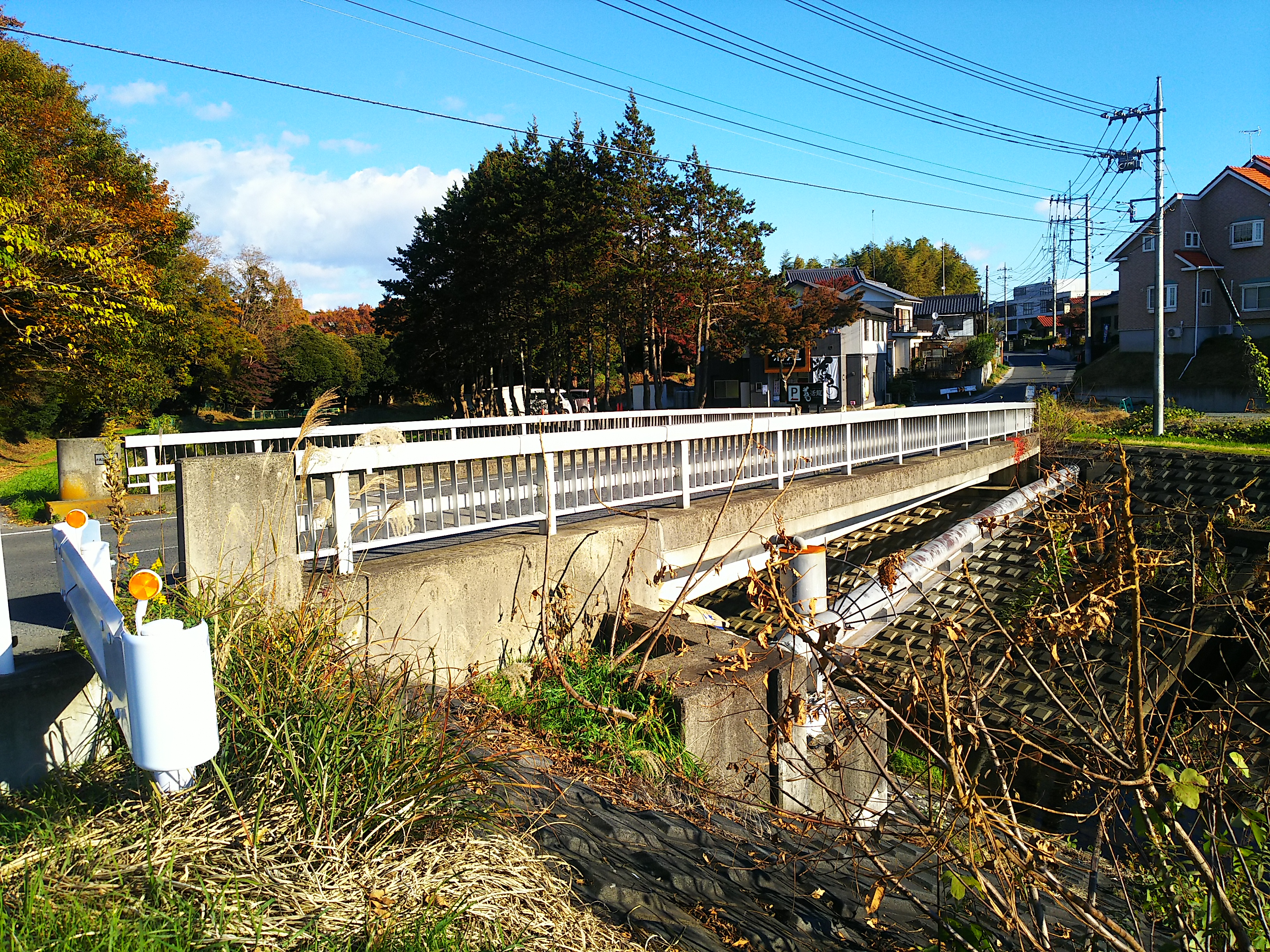
米沢橋
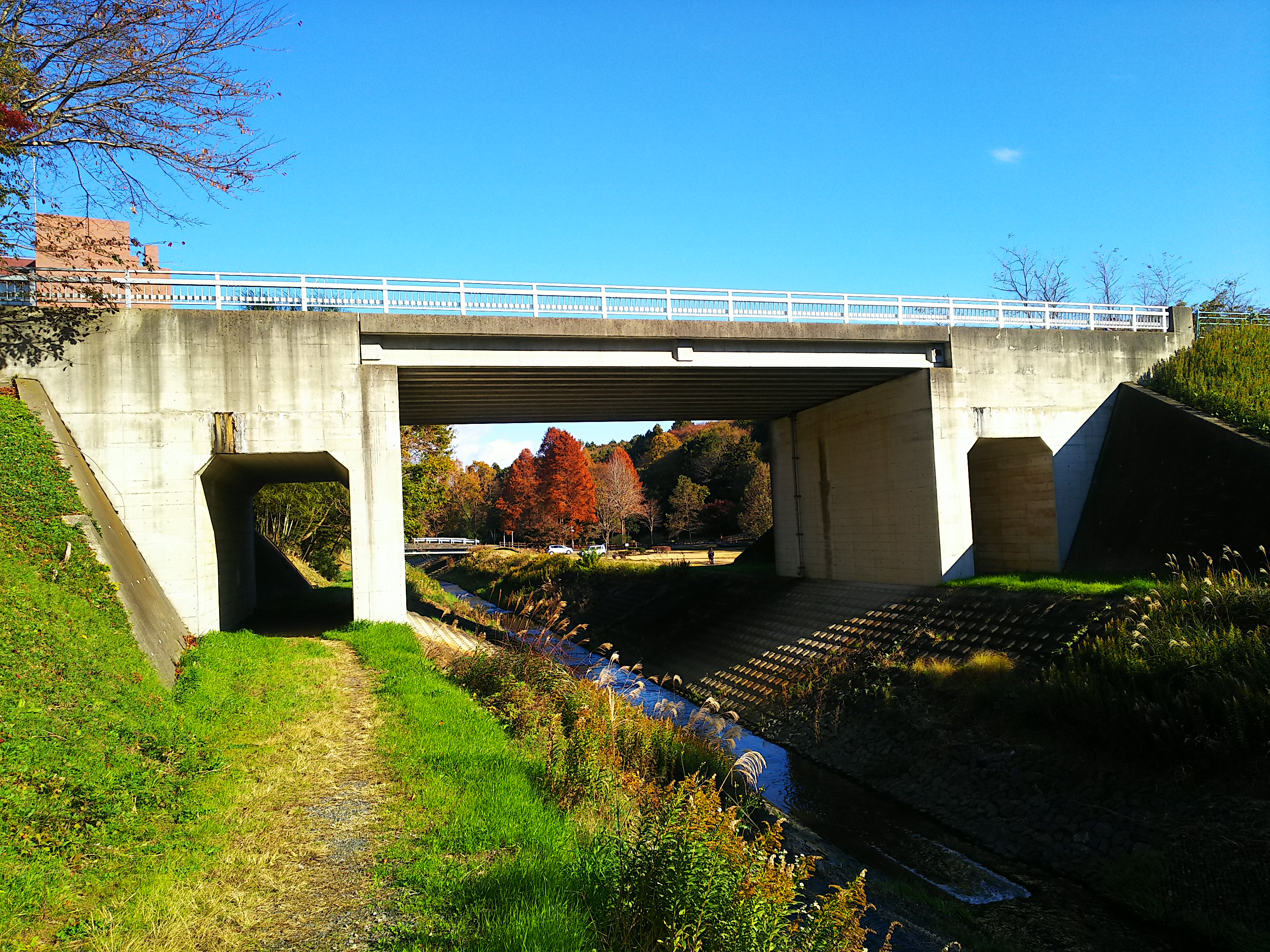
新米沢橋
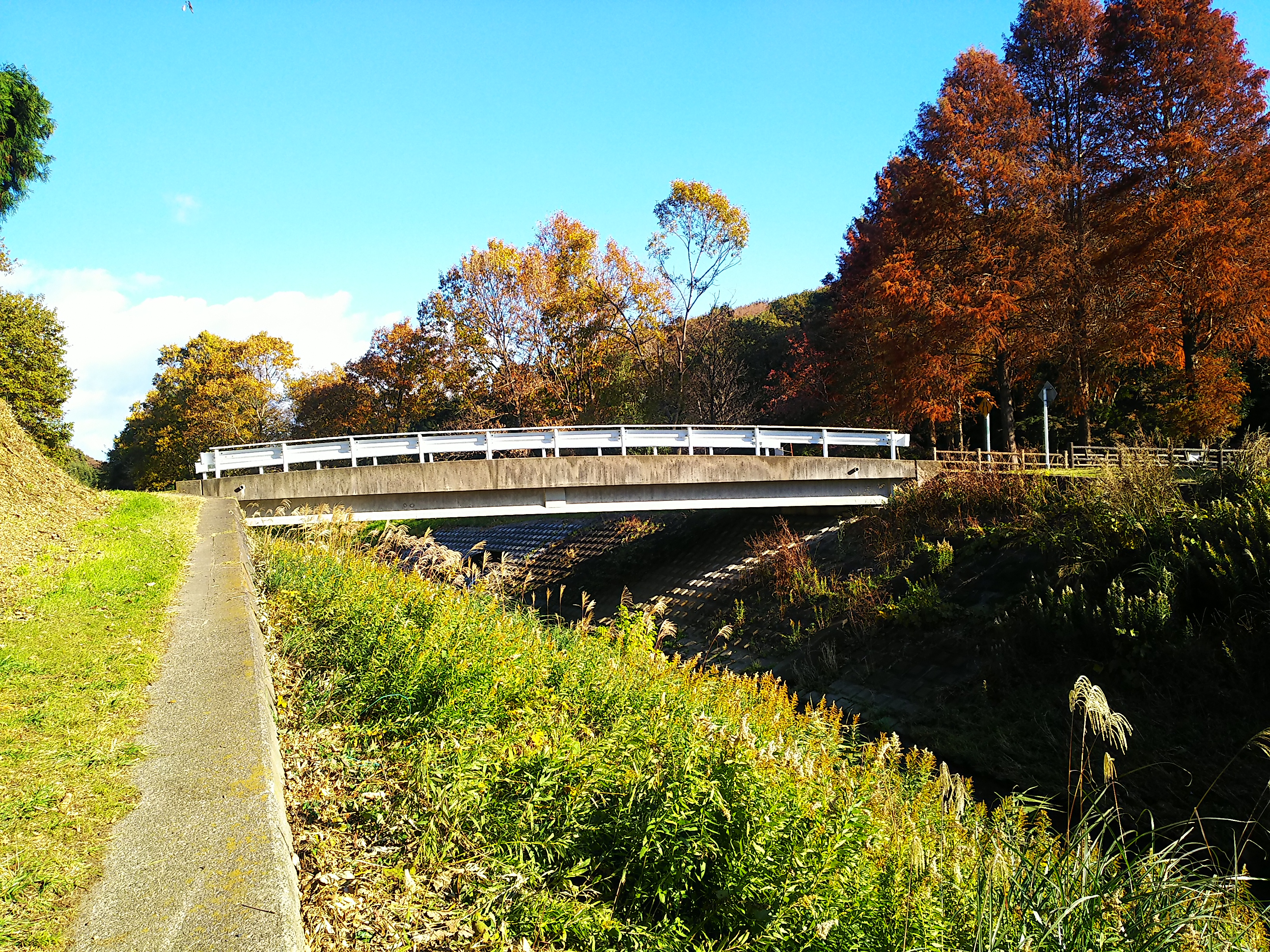
塩橋
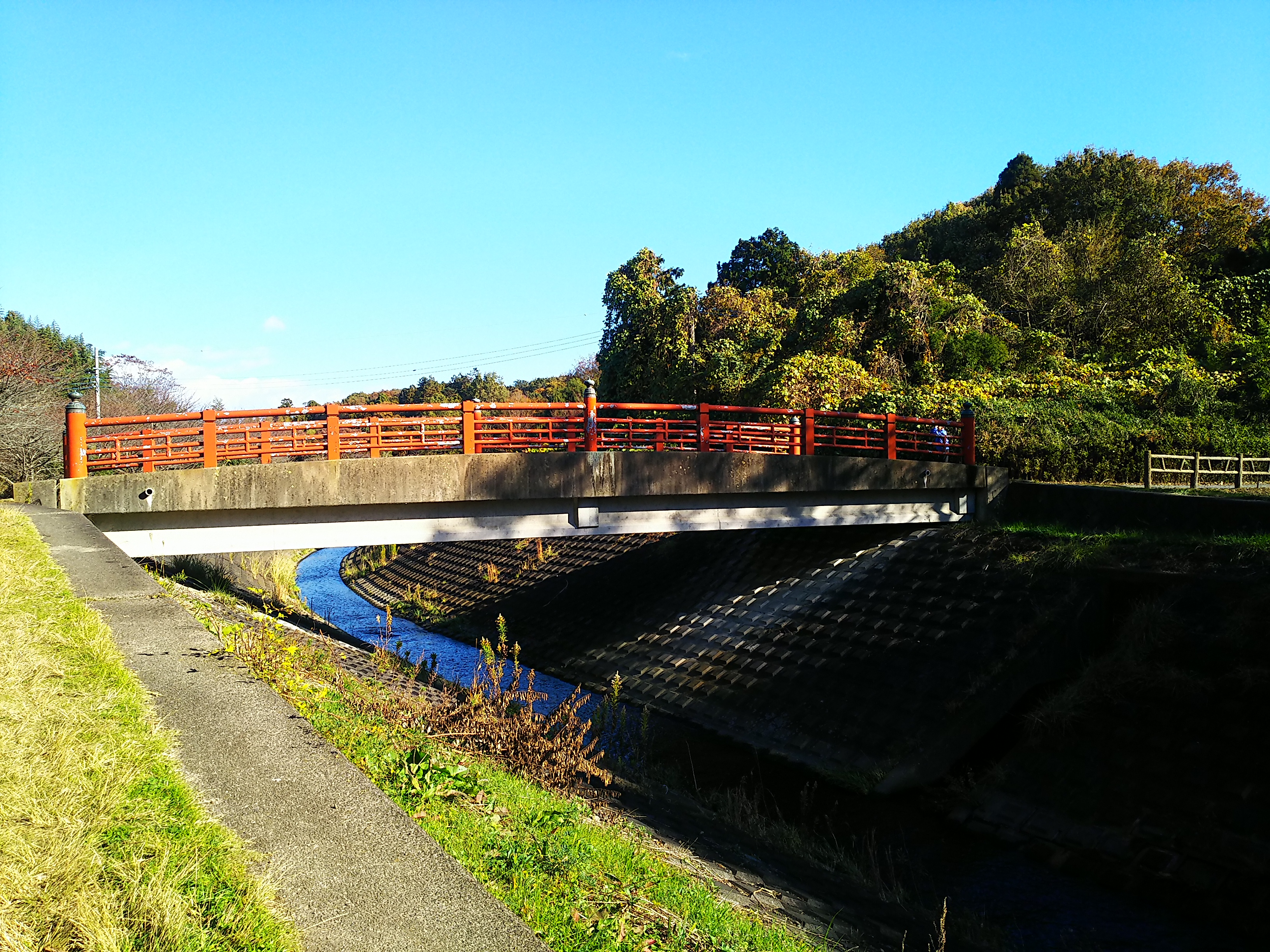
水神橋
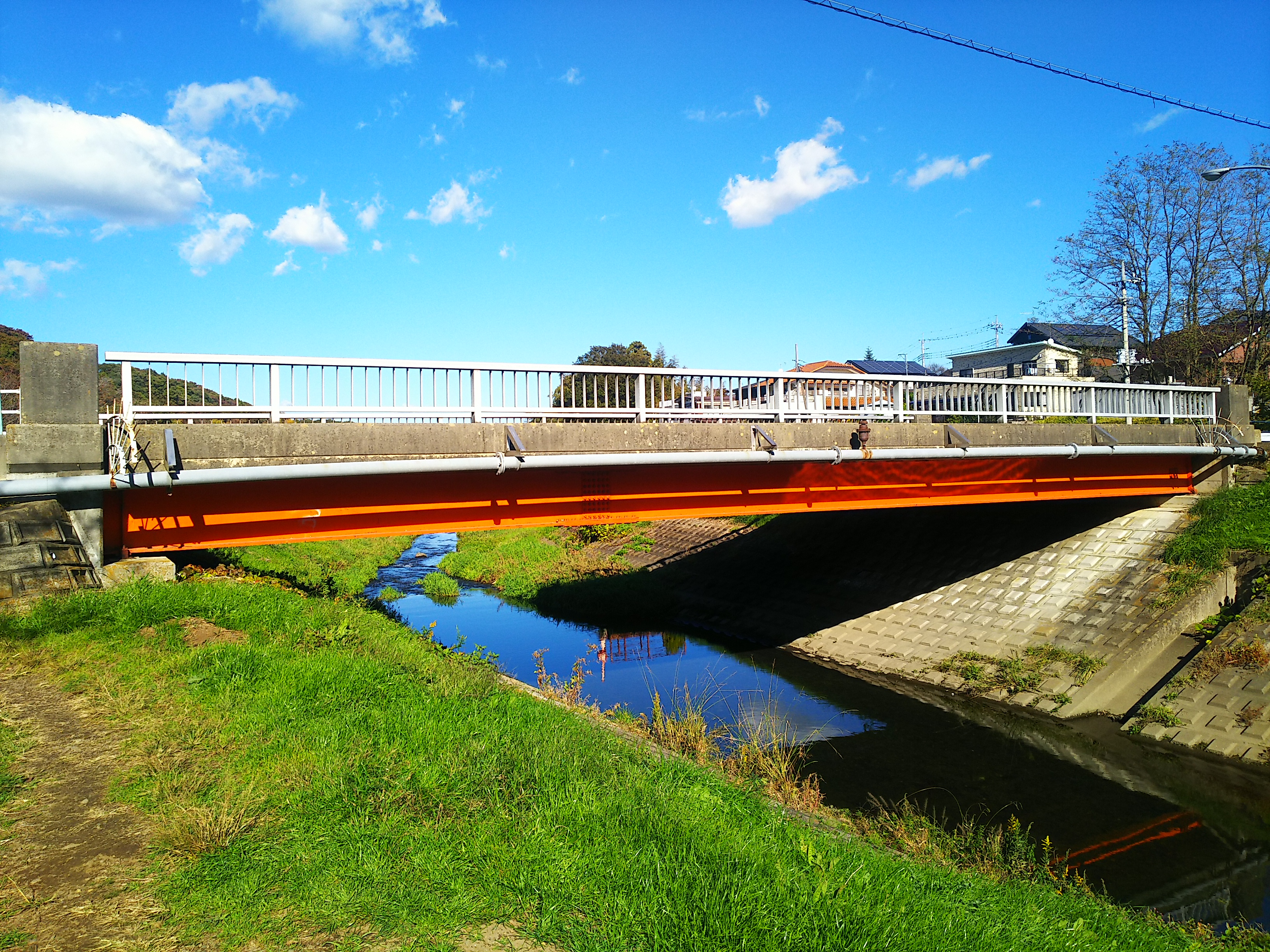
小門橋
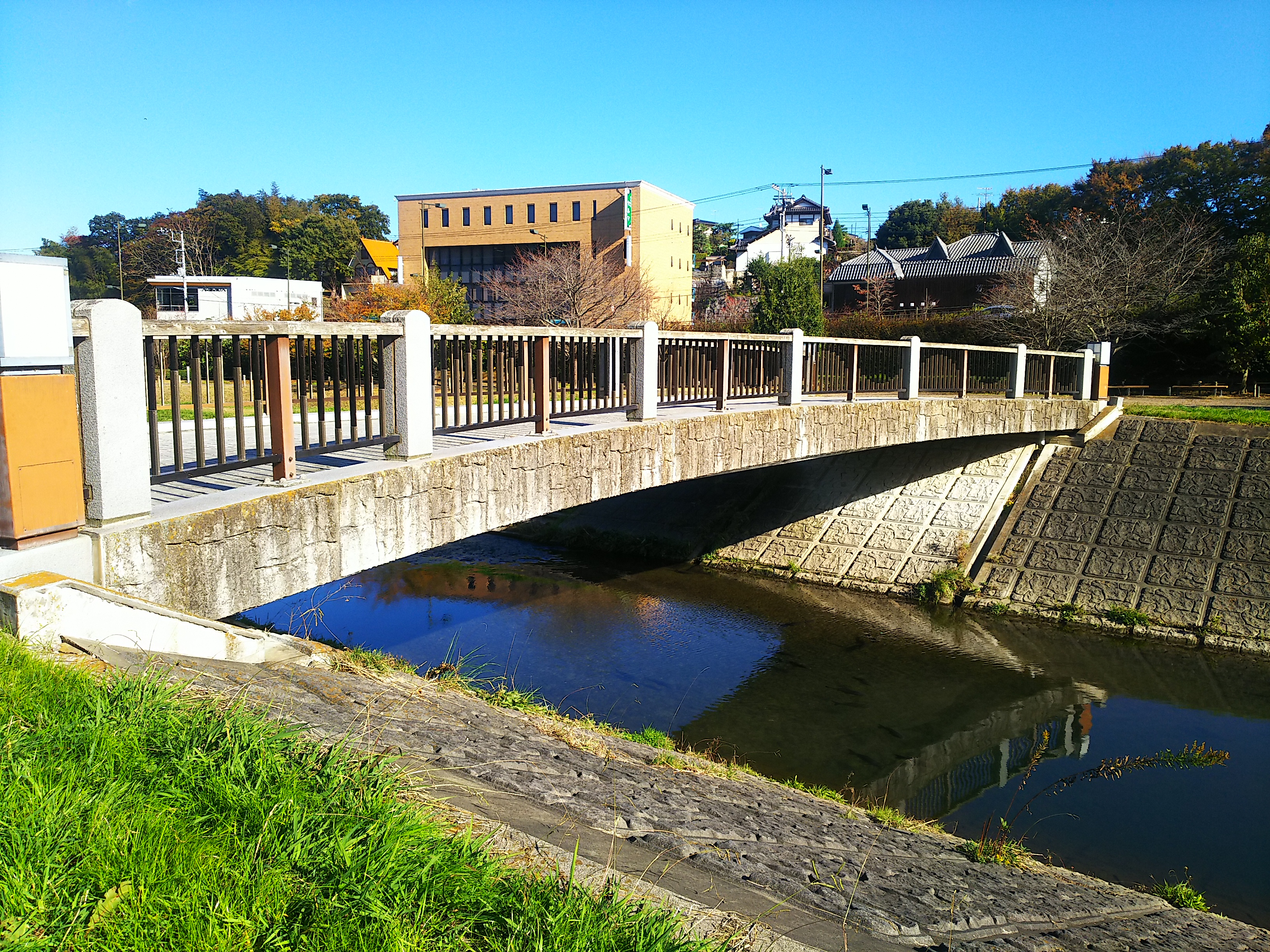
ふれあい橋
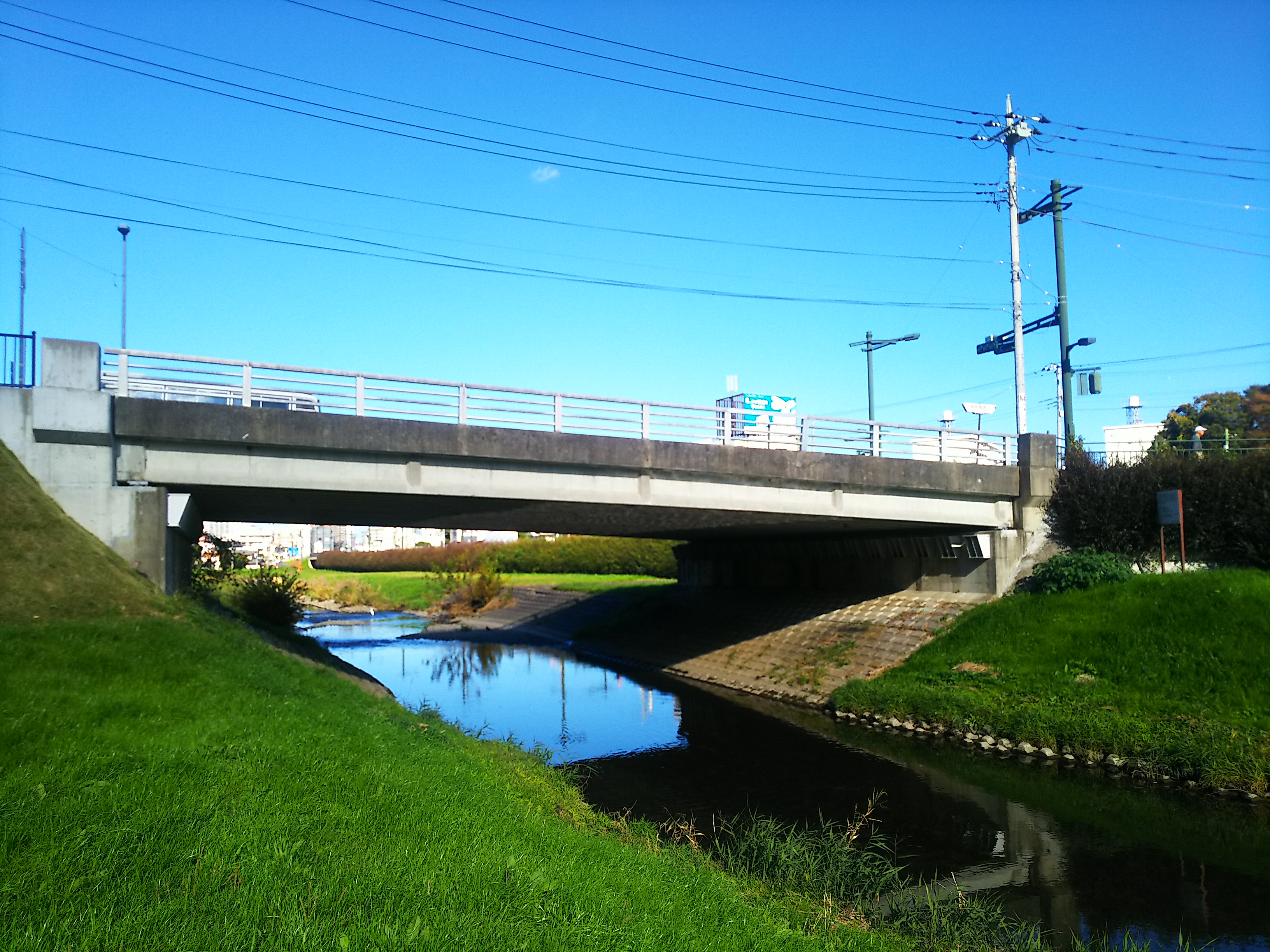
本郷橋
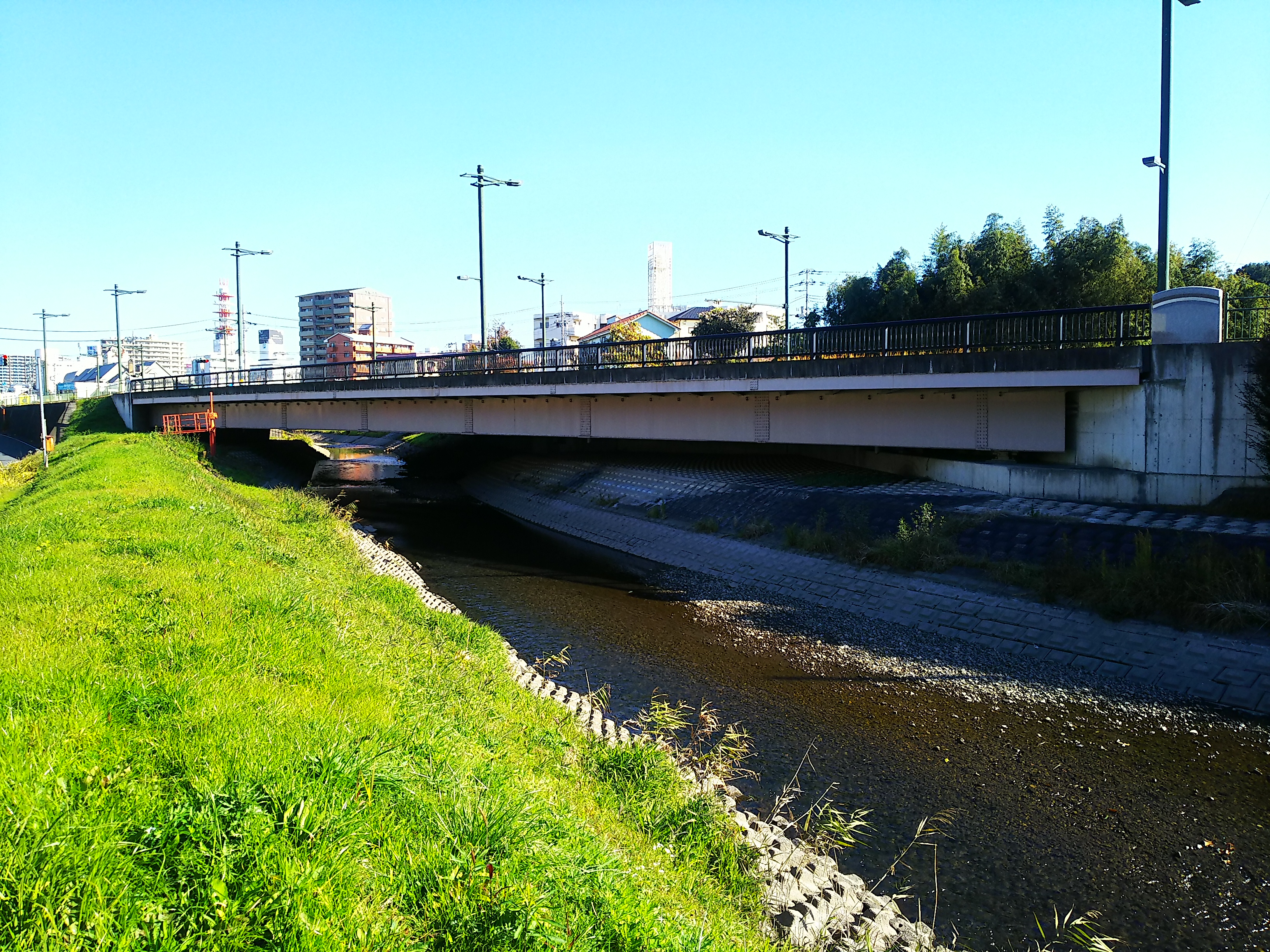
逆川橋
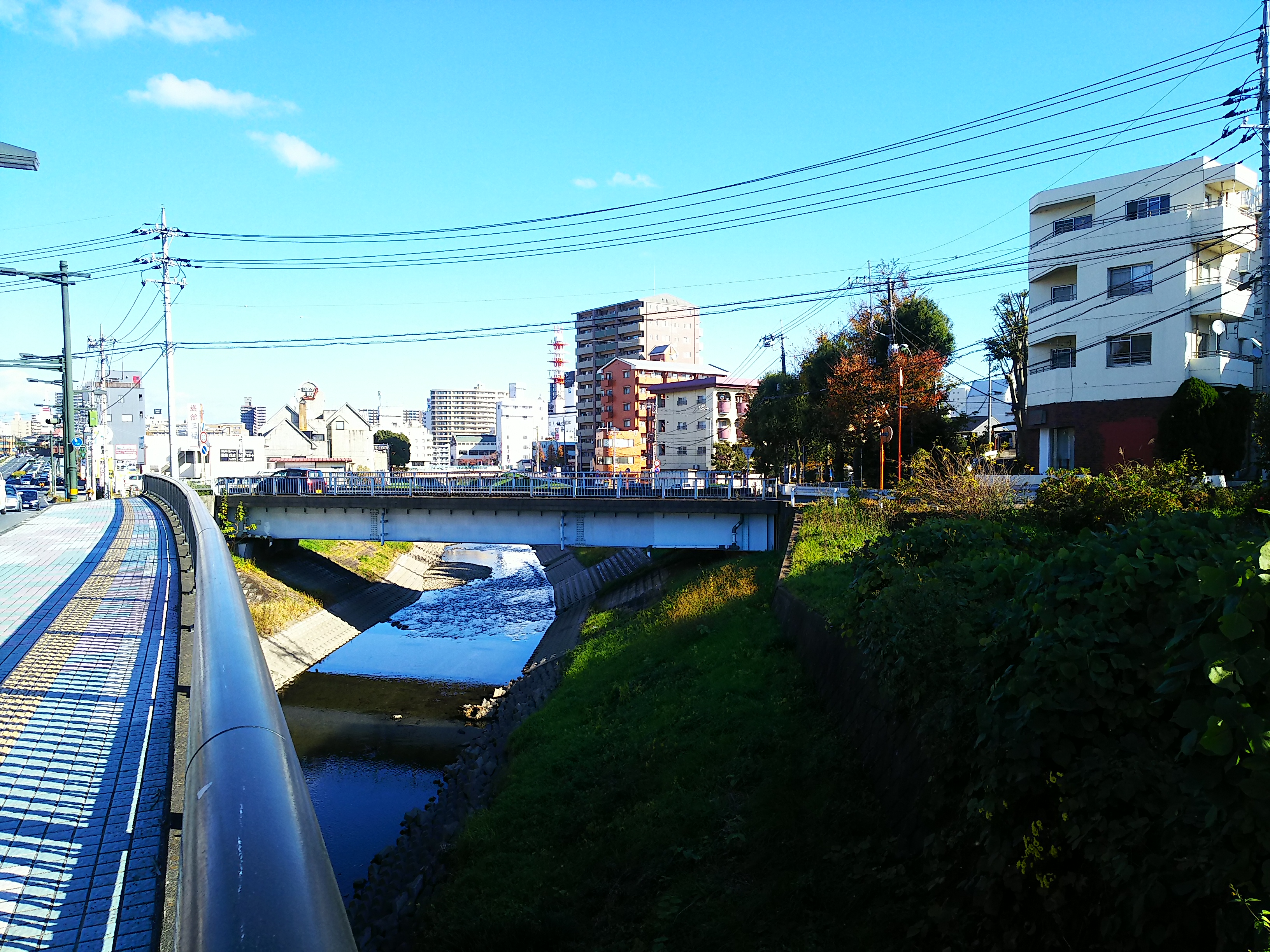
舟付橋
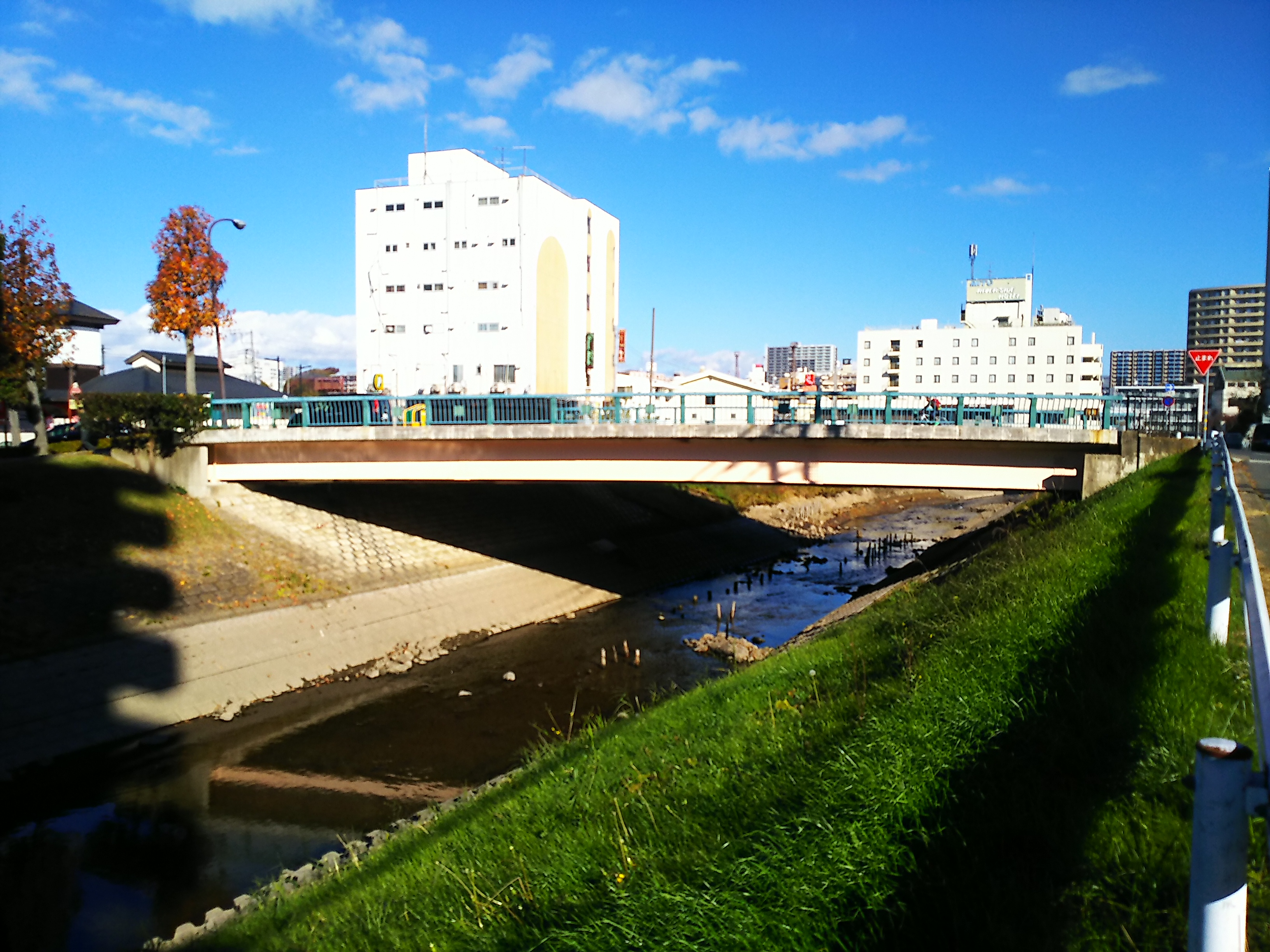
駅南中橋
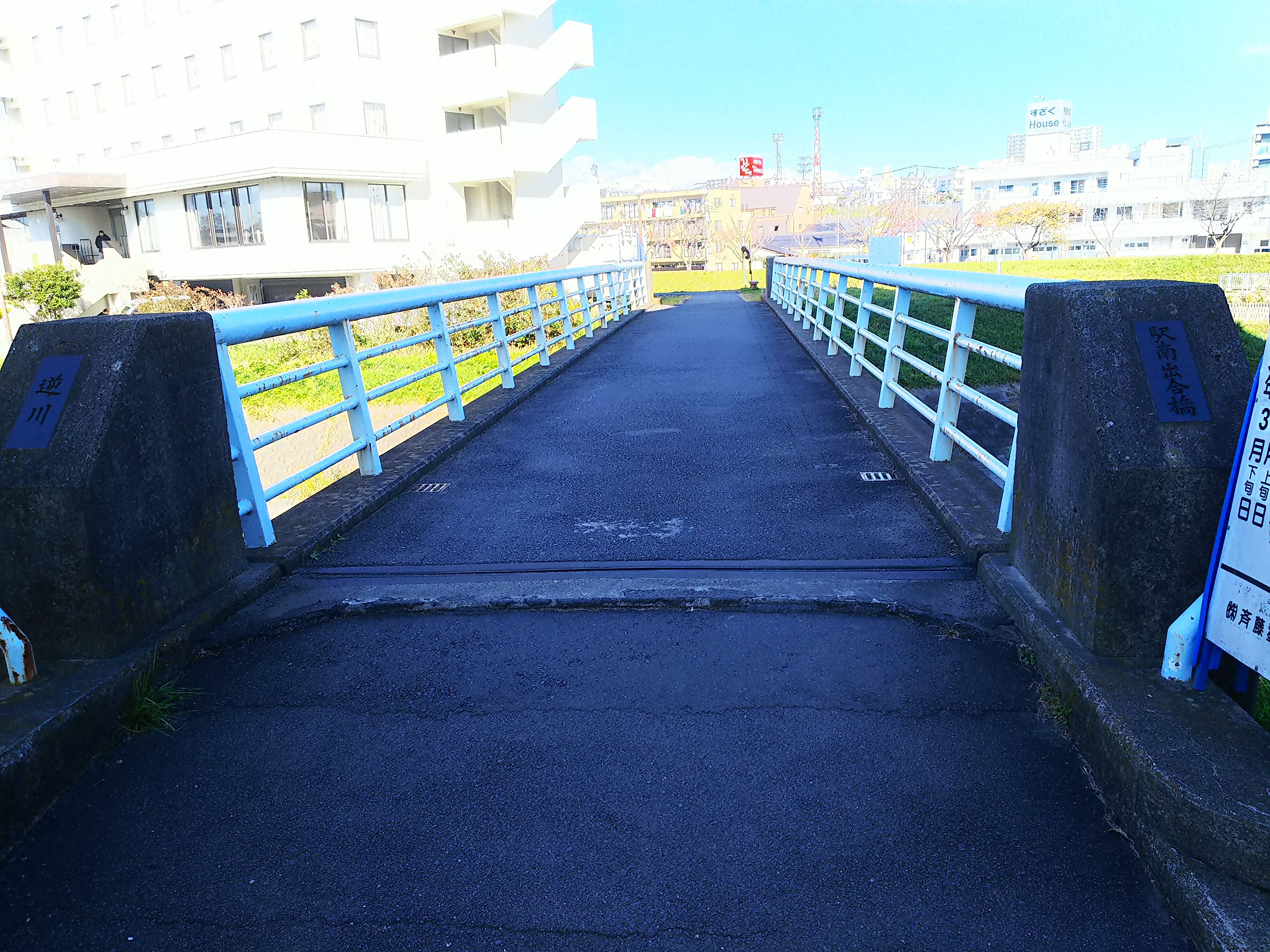
駅南出合橋

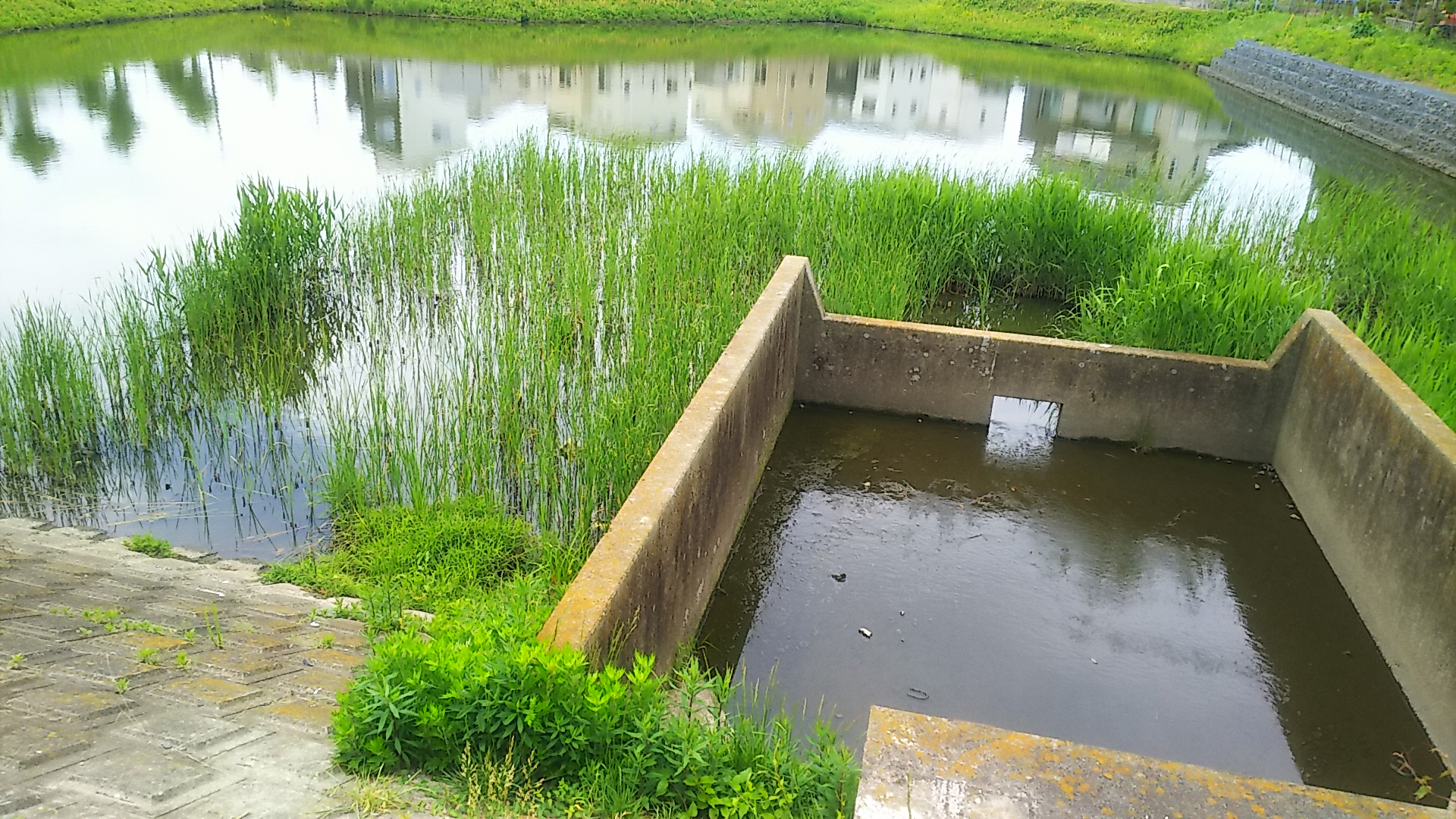
逆川源流部 東山団地調整池
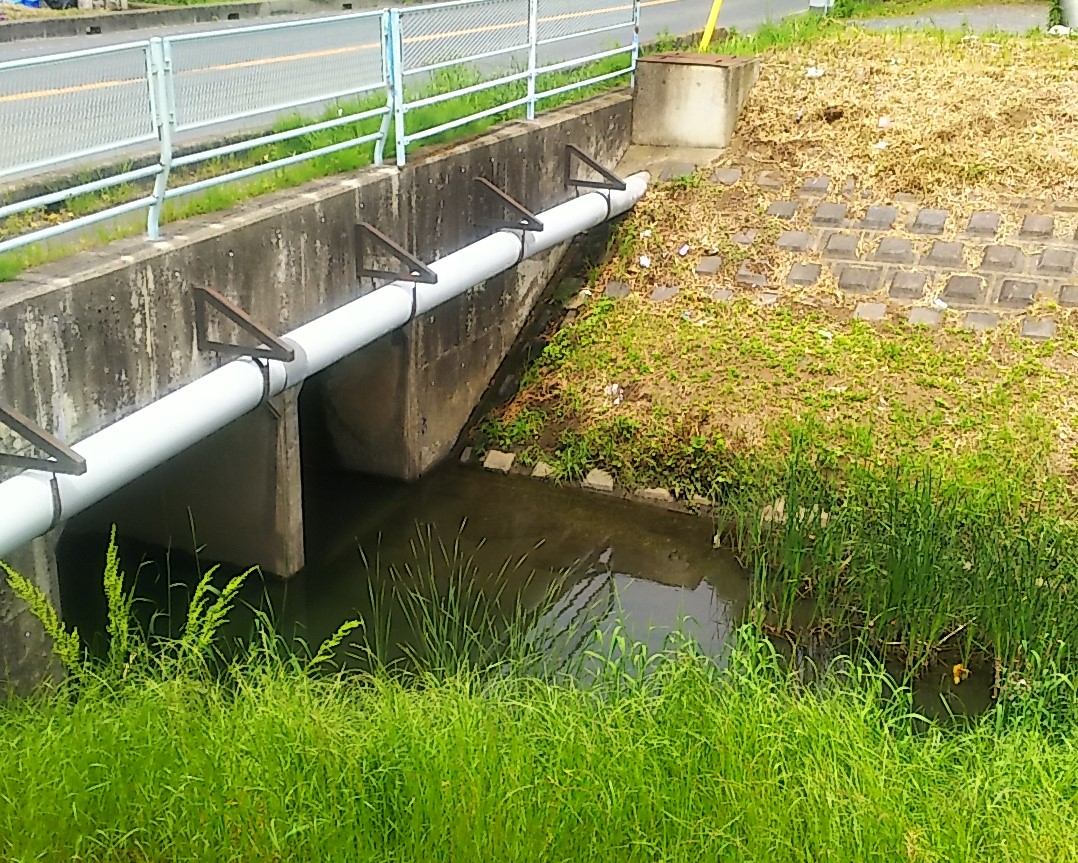
逆川上流端 笠原・東野線の市道橋
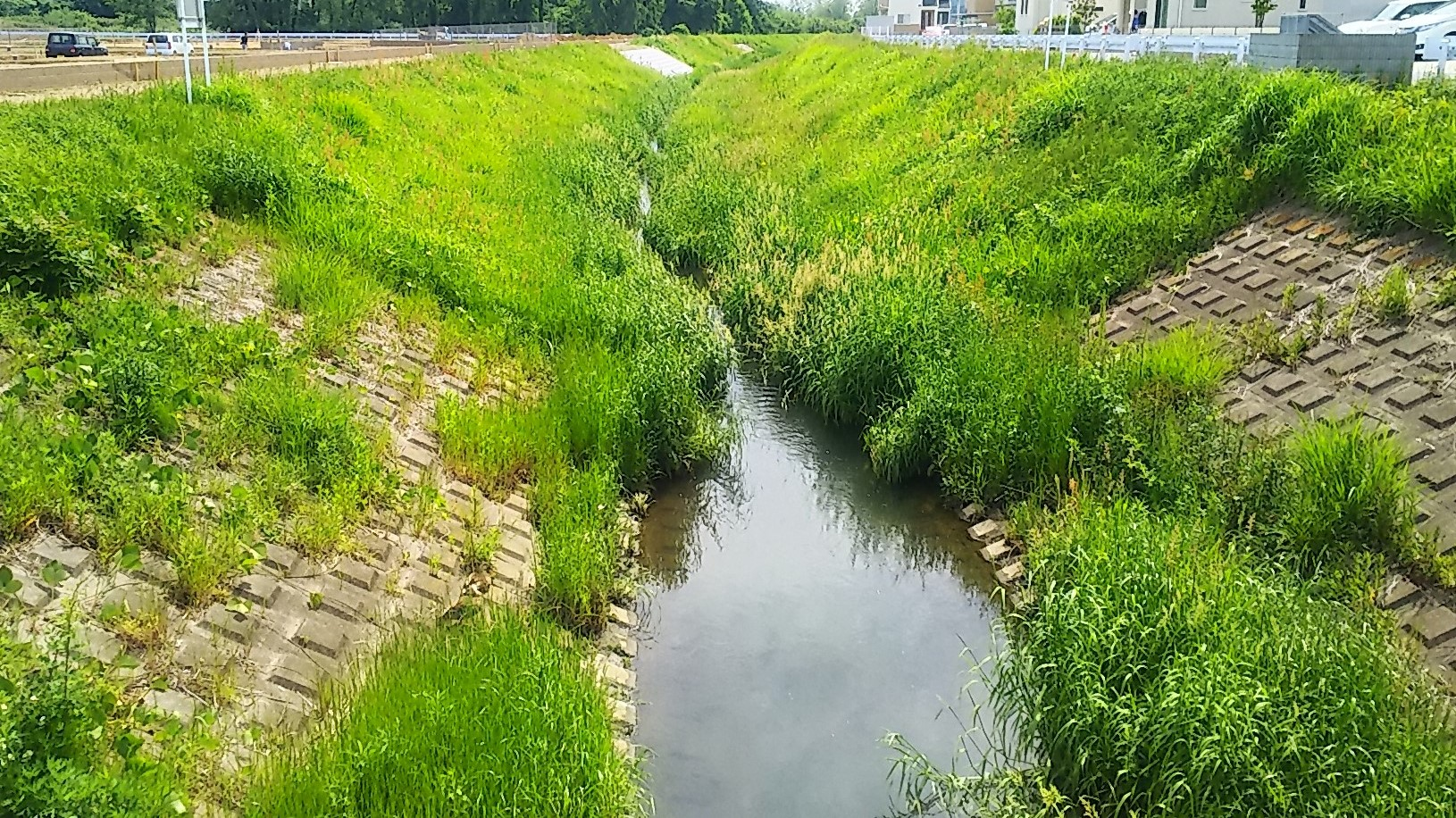
逆川上流部 第3米沢橋から見た上流方向 画像右は笠原町地区、左は米沢町地区
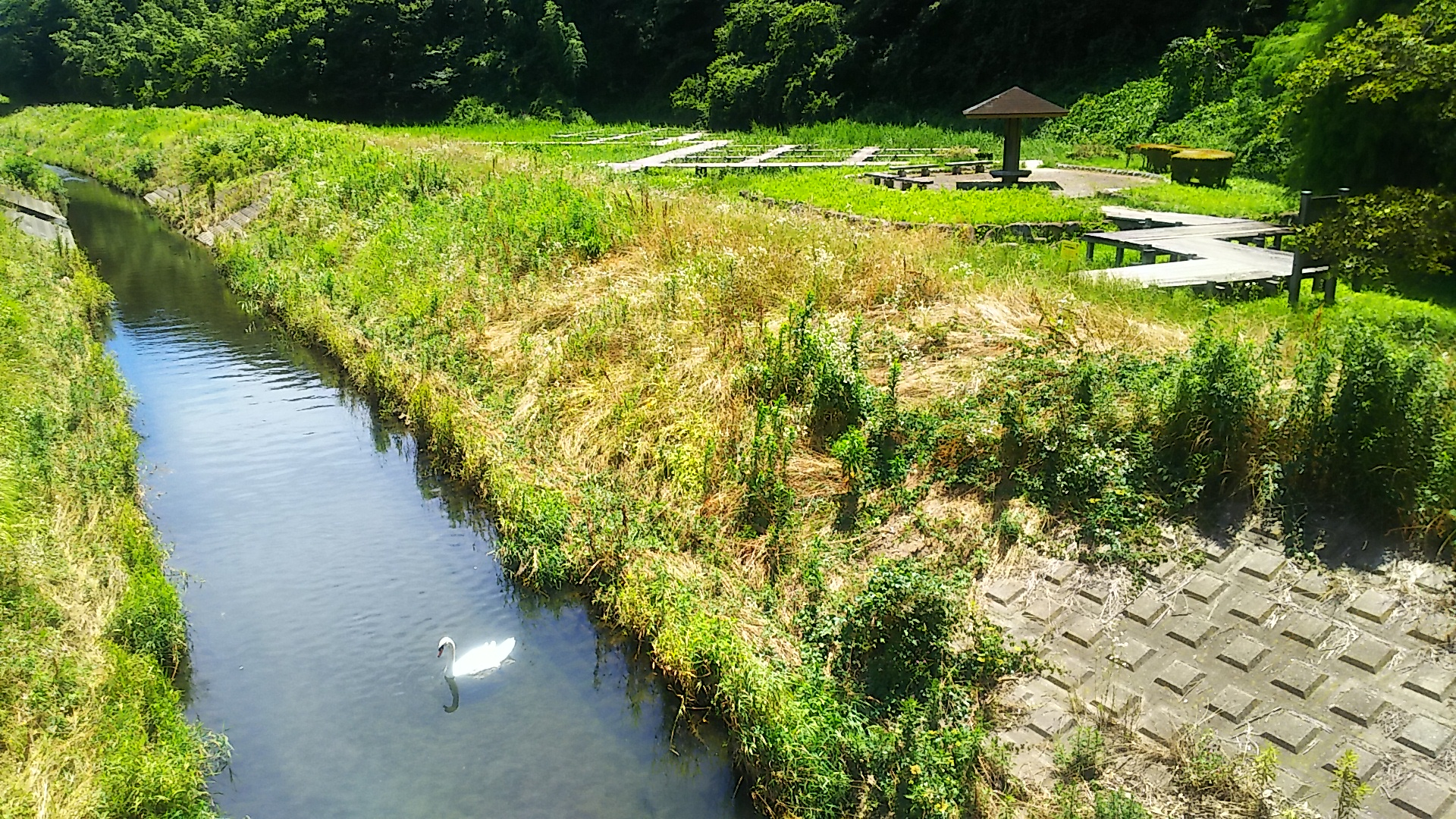
逆川中流部 小門橋から見た上流方向 画像右は逆川緑地の湿性植物観察エリア
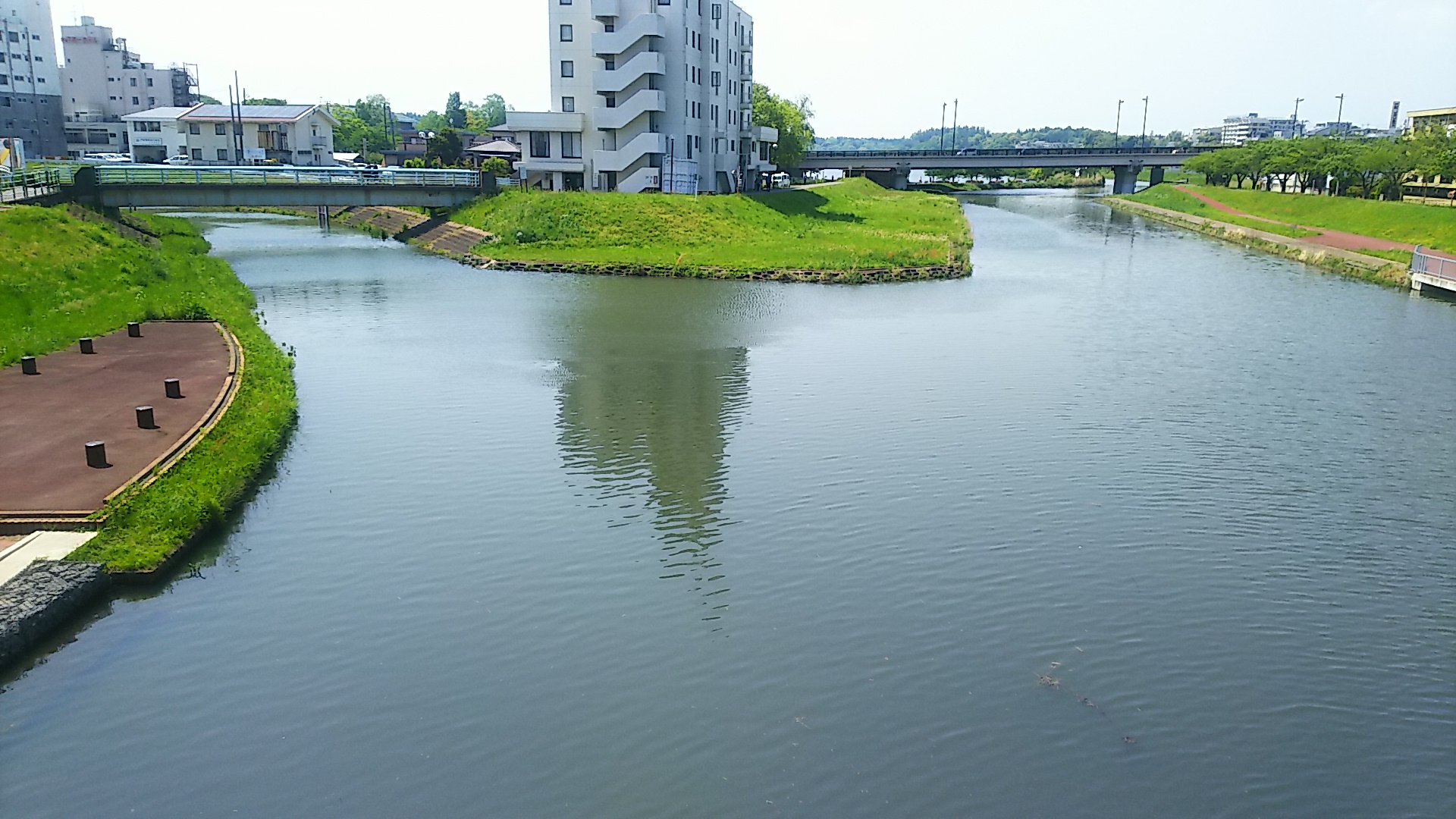
逆川下流端 逆川と桜川合流地点 画像左が逆川、右が桜川

### 逆川緑地

#### 概要
逆川の新米沢橋下付近から本郷橋下までの両岸には公園として整備された逆川緑地（さかさがわりょくち）が拡がっている。2015年時点での開設済面積は13.86平方キロメートルである。都市計画法による公園の分類は都市緑地である。1986年度から段階的に整備が始まり、2007年時点での総事業費は約75億円である。
緑地内には湧水で出来た湿地を木造の遊歩道で散策できるエリアや、遊具を置いたエリア、芝生広場などがある。
緑地の中、水神橋近くには茨城県指定の史蹟「笠原水道」がある。笠原水道は水戸藩第2代藩主徳川光圀が水戸城下への飲料水供給のために整備した上水道である。史蹟にある水源には「龍頭栓」と呼ぶ蛇口が設置されており、市民の水くみに供している。また、小門橋近くの「いきののたちの広場」には笠原水道の遺物である、水を城下に運んだ岩樋の一部が展示されている。
緑地内には周回2.2キロメートルのウォーキングコースも設定されている。
また同じ市内の千波公園、偕楽園等いくつかの公園等を一括した300ヘクタールのエリアを「偕楽園公園」と総称し、これは市街地に近い都市公園としてはニューヨークのセントラル・パークに次ぐ世界第2位の広さを持つものであると、1999年から茨城県及び水戸市により広報されているが、逆川緑地はこの総称「偕楽園公園」の一角に加えられている。

#### 整備史
逆川緑地の整備は、水戸市の第3次総合計画（計画年度は1986年度から1995年度）で整備が決められ、1986年度から段階的に整備が行われた。1988年9月18日に都市計画法による告示（茨城県告示第1271号）がされた。1995年5月1日より市民への供用が開始される。1997年3月27日 都市計画法による変更計画が告示（茨城県告示第368号）された。2007年にほぼ完成した。

#### 緑地内施設
下記中の"右岸"、"左岸"は下流方向に向かって見た岸の方向。
- レンガのアプローチゾーン 北緯36度21分46秒 東経140度27分56秒 / 北緯36.362837度 東経140.465500度
  - 本郷橋上流側の左岸の、レンガ造りのオブジェが置かれている緑地へのアプローチゾーン[9]。
- ピクニック広場 北緯36度21分37秒 東経140度27分50秒 / 北緯36.360150度 東経140.463878度
  - ふれあい橋と小門橋の間の左岸に拡がる芝生広場。9月下旬から10月にかけては、コスモスの花が咲き渡る[9]。
- 湿性植物観察エリア 北緯36度21分26秒 東経140度27分45秒 / 北緯36.357159度 東経140.462401度
  - 小門橋上流側の左岸に造られた、湧水が造る湿地の上に木の遊歩道を巡らせたエリア。アヤメ、サワギキョウ、ミソハギ等の湿生植物を観察できるように設計されている[9]。
- いきものたちの広場 北緯36度21分22秒 東経140度27分48秒 / 北緯36.356092度 東経140.463283度
  - 小門橋から水神橋の間の右岸にある、池を中心にしたエリア。池の脇には木の遊歩道が巡らせていて、様々な水辺の生き物を観察できる。また遊具や、笠原水道の遺物も保存展示されている[9]。
- 野鳥たちの森 北緯36度21分12秒 東経140度27分50秒 / 北緯36.353471度 東経140.46378度
  - 水神橋からの道をさくら通りの方に向かっていった林の中にある、野鳥の生息と観察に適するように整備されたエリア[9]。
- 漱石所跡 北緯36度21分13秒 東経140度27分47秒 / 北緯36.353541度 東経140.46295度
  - 徳川光圀が設けた茶亭「漱石所」の跡地[9]。
- 昆虫たちのはらっぱ 北緯36度21分10秒 東経140度27分45秒 / 北緯36.352786度 東経140.462603度
  - 水神橋から塩橋の間の右岸にある、池、広場、木の遊歩道で構成されたエリア。ホタルの再生地も作られている[9]。
- 歴史広場 北緯36度21分15秒 東経140度27分43秒 / 北緯36.354183度 東経140.461928度
  - 水神橋左岸の、笠原水道水源があるエリア。復元した笠原水道の岩樋などがある[9]。

#### ギャラリー
- レンガのアプローチゾーン
- ピクニック広場
- 湿性植物観察エリア
- いきものたちの広場
- 野鳥たちの森
- 漱石所跡
- 昆虫たちのはらっぱ
- 歴史広場

## 橋梁
逆川には上流から以下の橋が架けられている。（以下文中の左右は下流方向を向かっての位置。）
- 笠原・東野線の市道橋 北緯36度19分42秒 東経140度26分47秒 / 北緯36.328417度 東経140.446438度
  - 市道笠原・東野線が通る橋で逆川の上流端となる橋。橋の南西側にある東山団地調整池から道路下の暗渠を通ってこの橋の下から水が外に流れ出る。
- 名称不明の橋 北緯36度19分40秒 東経140度26分57秒 / 北緯36.327766度 東経140.449112度
  - 1989年3月竣工[25]。市道橋を除けば最も上流にある橋だが、名称は不明。
- 第三米沢橋（だいさんよねざわはし） 北緯36度20分00秒 東経140度27分20秒 / 北緯36.333259度 東経140.455574度
  - 市道笠原3号線に通る橋。1987年3月に竣工し、同年供用開始。橋長は17.44メートル[26][27]。
- 中水門橋（なかすいもんはし） 北緯36度20分13秒 東経140度27分27秒 / 北緯36.337060度 東経140.457540度
  - 1999年3月竣工[28]。県道50号の4車線の県庁南大通りが通る橋。茨城県庁舎完成と同時期に全線開通し1999年3月4日から供用が開始された県庁南大通りと共に供用開始された。橋の左手には茨城県庁舎がある[29]。
- 第二米沢橋（だいによねざわはし） 北緯36度20分28秒 東経140度27分33秒 / 北緯36.341012度 東経140.459106度
  - 市道笠原35号線が通る橋。1986年3月竣工、同年供用開始。橋長は19.9メートル[30][27]。
- 笠原橋（かさはらはし） 北緯36度20分37秒 東経140度27分34秒 / 北緯36.343612度 東経140.459578度
  - 幹線市道15号線（笠原・萱場線）に架かる橋。1998年3月竣工、同年供用開始。橋長は22.64メートル[31][27]。
- 米沢高架橋（よねざわこうかきょう） 北緯36度20分51秒 東経140度27分40秒 / 北緯36.347578度 東経140.461033度
  - 国道50号バイパスが通る架橋で下を逆川と幹線市道3号線（南町・千波線（愛称:さくら通り））が通る。架設1984年。橋長は上り側（上流側）が482.5メートル、下り側（下流側）が481.2メートルである[32]。
- 逆川橋 位置情報は米沢高架橋と同じ
  - 米沢高架橋の下の両脇を通る国道50号バイパスの側道が通る橋。架設は1989年。橋長は上り側（上流側）が107メートル、下り側（下流側）が93メートルである[32]。
- 米沢橋（よねざわはし） 北緯36度20分55秒 東経140度27分40秒 / 北緯36.348514度 東経140.461117度
  - 市道千波108号線が通る橋。1990年6月竣工、同年供用開始。橋長は20.7メートル[33][27]。
- 新米沢橋（しんよねざわはし） 北緯36度21分03秒 東経140度27分43秒 / 北緯36.350826度 東経140.461886度
  - 県道235号が通る橋。1988年3月竣工。橋長は18.5メートル[34][35]。
- 塩橋（しおはし） 北緯36度21分07秒 東経140度27分44秒 / 北緯36.351993度 東経140.462251度
  - 市道千波54号線が通る橋。1985年7月竣工、同年供用開始。橋長は21メートル[36][27]。古代から中世の頃、鹿島灘で造られた塩を下野国（現栃木県に相当）に運ぶ為の道「塩街道」があり、その道は逆川を渡河していた。"塩橋"はその道の名残である[37][38]。
- 水神橋（すいじんはし） 北緯36度21分14秒 東経140度27分44秒 / 北緯36.353983度 東経140.462239度
  - 市道駅南143号線が通る橋。1986年3月竣工、同年供用開始。橋長は19メートル[39][27]。橋を左に行くと笠原水道水源へ至る。欄干は擬宝珠付きの柱で朱色に塗られているなど和風な雰囲気を出している。『水戸の橋ものがたり』では、この橋はかってこの地にあった不動尊にちなみ"不動山橋"と呼ばれていたが、水戸藩第9代藩主徳川斉昭の命により不動尊は移転させられ、代わりに水戸神社が置かれた頃から"水神橋"と呼ばれるようになった、と考察している[40]。
- 小門橋（こもんはし） 北緯36度21分27秒 東経140度27分46秒 / 北緯36.357433度 東経140.462716度
  - 市道千波6号線が通る橋。1978年11月竣工、同年供用開始。橋長は21メートル[41][27]。徳川斉昭は軍事演習である"追鳥狩"を水戸の地で9回行い、1842年（天保13年）の第3回目からの開催地は千波原（橋の左手に位置する現在の水戸市千波町辺り）であった。その千波原の開催地の東側門に至る御成道の途上にあったことが小門橋の由来とする説がある[42][43]。
- ふれあい橋（ふれあいはし） 北緯36度21分41秒 東経140度27分55秒 / 北緯36.361505度 東経140.465240度
  - 逆川緑地内にある橋で、市民の公園内へのアクセス用として架けられている。竣工は2002年7月で、2019年4月時点で逆川の橋では最も新しいものである[44][45]。
- 本郷橋（ほんごうばし） 北緯36度21分48秒 東経140度27分57秒 / 北緯36.363345度 東経140.465934度
  - 幹線市道12号線（千波・御茶園線（愛称:御茶園通り））が通る橋。1974年3月竣工、同年供用開始。橋長は21.4メートル[46][27]。
- 逆川橋（さかさかわはし） 北緯36度21分56秒 東経140度28分02秒 / 北緯36.365531度 東経140.467282度
  - 幹線市道3号線（南町・千波線（愛称:さくら通り））が通る橋。現在の橋は2001年3月に竣工し、同年供用開始。橋長は74メートル[47][27]。川の上流左から下流右に斜めに跨がる形で架けられている。この橋が含まれる、本郷橋交差点から千波大橋までの道路区間は茨城県の主要な交通渋滞箇所である[48][49]。
- 舟付橋（ふなつきばし） 北緯36度21分58秒 東経140度28分04秒 / 北緯36.365981度 東経140.467871度
  - 市道駅南6号線が通る橋。1978年3月竣工、同年供用開始。橋長は27.62メートル[50][27]。
- 駅南中橋（えきなんなかはし） 北緯36度22分03秒 東経140度28分09秒 / 北緯36.367574度 東経140.469222度
  - 幹線市道2号線（駅南線（愛称:駅南通り））が通る橋。1972年7月竣工、同年供用開始。橋長は28メートル[51][27]。橋を左に進み交差点を直進した先に茨城県近代美術館がある。橋の右手には水戸市役所がある。
- 駅南出合橋（えきなんであいはし） 北緯36度22分06秒 東経140度28分13秒 / 北緯36.368362度 東経140.470176度
  - 歩行者、自転車用の自転車道1号線が通る、逆川の最下流にある橋。1978年2月竣工、同年供用開始。橋長は23.4メートル[52][27]。

## 歴史

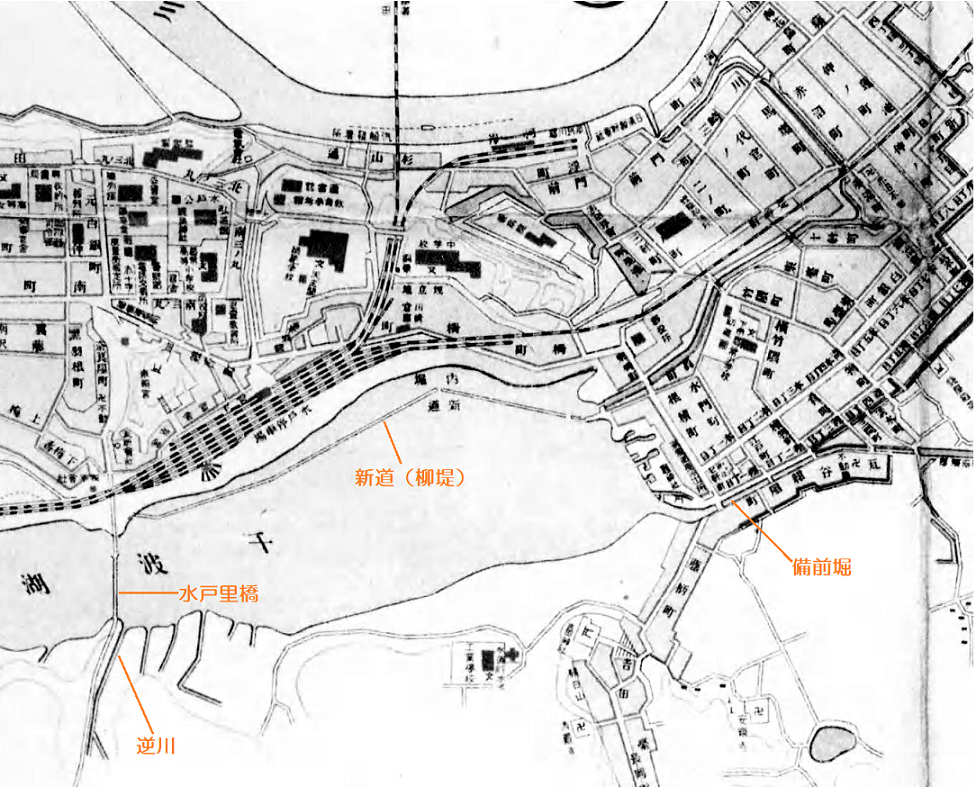
逆川の千波湖流入状況（「茨城縣管内全圖」(1919)中の水戸市街図より）

逆川と桜川の合流点すぐ近くに拡がる千波湖は大正時代から昭和前期にかけての干拓で面積を縮小するまでは水戸駅の先まで拡がっていた。千波湖が今より広かった時期では逆川は千波湖に直接流入しており、その流入点は現在の舟付橋と駅南中橋の間である。
源流部においてもかっては、東茨城郡緑岡村笠原新田（現水戸市平須町）の六番池と、東茨城郡吉田村（現水戸市東野町）の東野溜池のふたつがあった。それぞれの源流から発した流れは吉田村大字東野字西谷津で合流していた。

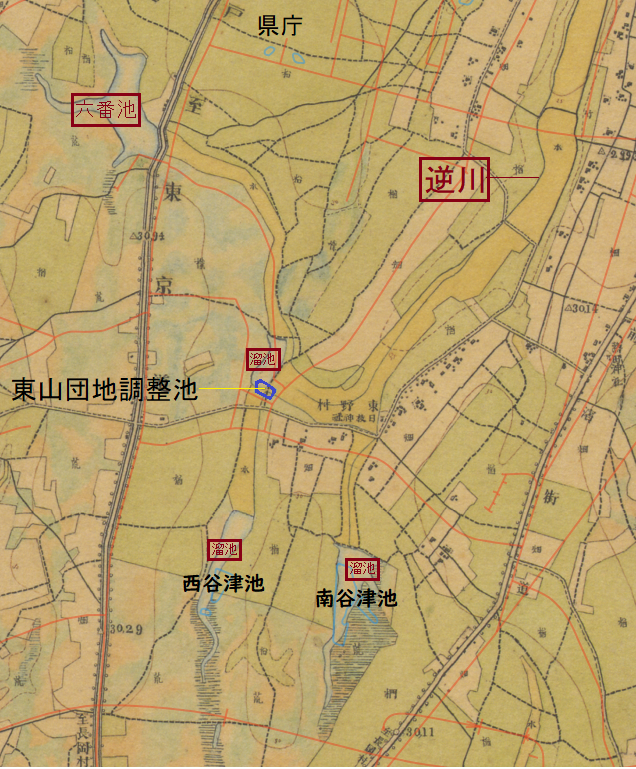
図:明治期の逆川上流周辺
（農業環境技術研究所「歴史的農業環境閲覧システム」より）

「図:明治期の逆川上流周辺」は明治期の逆川上流の周辺地図である。
この図は明治期に大日本帝国陸軍参謀本部陸地測量部が作成した地図である迅速測図（じんそくそくず）に現在の道路、川等を重ね合わせインターネットで公開している農業環境技術研究所の「歴史的農業環境閲覧システム」から、当時の逆川上流周辺を抜き出したもので、現在の水戸市では笠原町、平須町、米沢町、東野町にあたる部分である。
地図中の細い赤線は現在の道路を示しており、細い青色の線は現在の川、池を示している。現在の逆川源流の東山団地調整池は地図の中央やや左にあり、特に太い青線で示されている。当時の逆川の源流の1つであった六番池は地図の北西に描かれている。『東茨城郡郷土史』は東野村には3つの溜池がある、と記述している。その3つは「図:明治期の逆川上流周辺」では、現在の東山団地調整池と重なる部分に1つ、その南に2つが確認できる。3つの溜池の内、もっとも東にある溜池（所在地: 水戸市東野南谷津295。現在"東野市民運動場”がある近く）を”南谷津池"と呼ぶ（資料によっては"雨谷津池"と表記している）。"南谷津池"の西にある溜池（所在地: 水戸市東野西堀切313。現在"茨自販健保組合運動場"がある近く）を”西谷津池"と呼ぶ（資料によっては”谷津池”と表記している）。逆川を愛する会が編集・発行した『逆川はどんな川?』に載っている、過去の逆川を知る住民が描いた逆川の地図では、溜池（東野池）は吉田村から緑岡村へ東西に通る道の南側（「図:明治期の逆川上流周辺」で云うと、現東山団地調整池の南にある道の更に南側）に描かれており、位置的には"西谷津池"又は"南谷津池"が比定する。

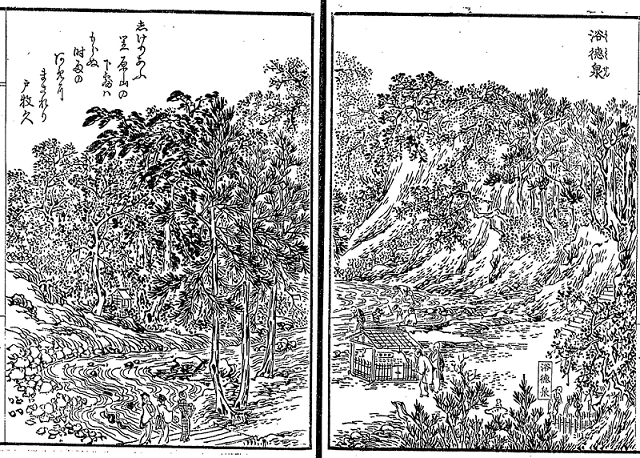
明治期笠原水道水源（浴徳泉の図『茨城常盤公園攬勝図誌』松平俊雄著）。図中央から図左下の橋へ流れる逆川

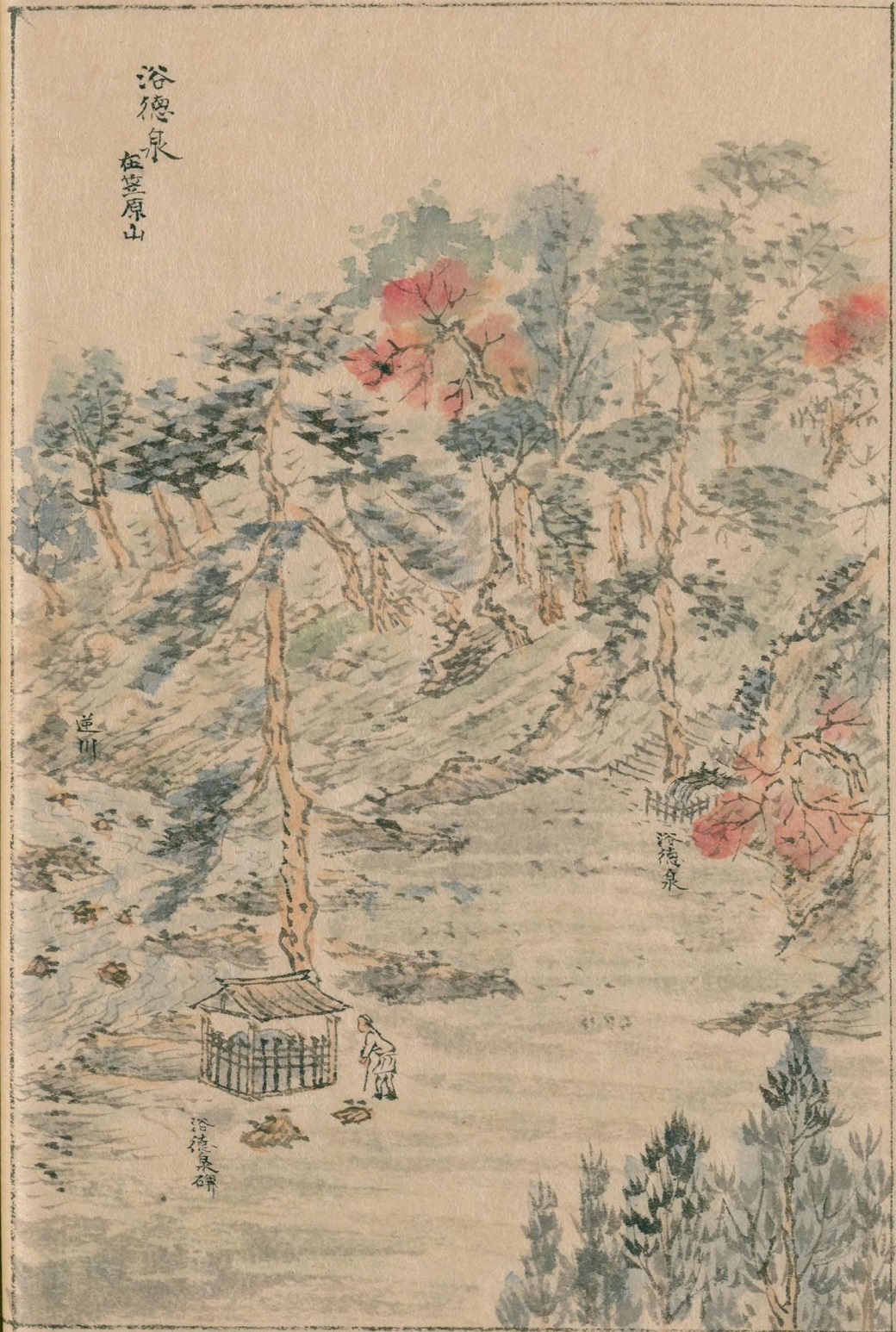
「浴徳泉 在笠原山」図（松平雪江 編『庶物會要.第4冊』）。図左下に逆川

現在笠原水道水源のある地近くには、人々の信仰が篤かった"笠原不動尊”が在り、水戸藩初代藩主徳川頼房の時代から不動尊周囲の山林が保護されていた。それは木々の枝を折るのを禁じるほどに厳しいものであった。寛文期に徳川光圀により城下への上水道整備の命が出されると、設計を承った平賀保秀は不動尊近くの谷からの湧水を水源とすることを進言し、笠原水道の整備が為された。
光圀はまた逆川の近くに「漱石所（そうせきしょ）」という茶屋をつくり、逆川で曲水の宴などを催した。
明治に出版された水戸の名所・情勢を紹介した『水戸』（伊東利男著）では逆川について、次のように述べて、その清らかさと俗世間を離れた静かで趣深い周囲の佇まいを称えている。
大正時代に千波湖が干拓された後は桜川へ合流するように河道が改修された。
周辺の水田への灌漑用として大正年間に以下の水門、堰が設けられている。
下流から。括弧内は所在地の当時の字名。
- 本郷水門（千波町本郷）
- 笠原水門（笠原町不動山）
- 米沢堰（米沢町上組）
- 丸山水門（米沢町中組）
- 中水門（米沢町下組）
- 下水門（米沢町代官山下）

昭和30年頃までの逆川を知る者は、水門のあるところには多くの魚がいたが、昭和30年頃から川から生物の姿が乏しくなった、と述べている。
昭和50年代後半に川底を深くし、岸をコンクリートで覆う工事がなされる。川の周辺も宅地化が著しくなるが下水処理が不十分のまま生活排水が川に流れ込むようになり、水質汚濁が著しくなる。水戸市は市内の環境改善のため、公共下水道の普及を最重要施策として取り組み、2012年度末で市内の普及率56.1パーセントを超えた。この時期以降から、逆川の水質が改善していると見なされるようになった。2008年度から2016年度まではBODは5mg/l以下であり水質基準を達成している。
1986年度から逆川緑地の整備事業が始まり、1995年5月1日より利用が始まった。
2001年10月22日から11月27日においては、水戸市立博物館において逆川と逆川緑地の歴史・自然を紹介する特別展『逆川緑地 湧き水が育む小さなドジョウたち』が開催されている。
2003年7月、逆川西側と県庁舎の間の土地に巨大複合商業施設の建設計画が報道される。仮称『水戸メガモール』とされたこの施設は、南北約1.5キロメートル、東西約0.3キロメートルのおよそ31ヘクタールの国内最大級規模との触れ込みで、実現の際には逆川の上中流域の景観が大きく変貌するものであった。当時の加藤浩一水戸市長は2004年11月に計画容認の意向を示した。が、翌月事業者のひとつに暴力団との関わりが明らかになると計画は崩壊し、結局『水戸メガモール』は幻に終わった。

## 行政指定
逆川は2018年現在全区間が、那珂川水系の中の一級河川に定められ、かつ、全域が国により「指定区間」とされ茨城県が管理している。それらの指定の経過は以下のとおり。
- 1966年（昭和41年）4月1日
  - 1966年3月28日公告、同年4月1日施行の「河川法第四条第一項の水系及び一級河川を指定する政令の一部を改正する政令（現題名「河川法第四条第一項の水系を指定する政令」）」により那珂川水系が一級水系に指定されると同時に、逆川も上流端を、"水戸市千波町字谷中八百四十四番地先の小門橋"、下流端を"桜川への合流点"とした区間が一級河川に指定された[76]。
- 1971年（昭和46年）3月20日
  - 建設省告示第396号で逆川の上記の一級河川としての区間が指定区間として指定された[77]。
- 1977年（昭和52年）4月18日
  - 建設省告示第729号で一級河川としての区間で上流端が、"水戸市笠原町ハツム地一千九百四十九番地の先の市道橋"、と変更され全区間が一級河川となった[78]。更に同日の建設省告示第730号で全区間が指定区間として指定された[79]。

また、環境基準に関しては、逆川は桜川全域に含まれる河川として「生活環境の保全に関する環境基準（河川）」が"C類型"の達成期間が"ロ"に、「水生生物の保全に係る水質環境基準」が"生物B"の達成期間が"イ"に指定されている。

## 地形・地質
水戸市の多くの地は東茨城台地の北東部にあたる水戸台地（上市台地、緑岡台地とも）呼ばれる台地上にある。台地を開析したのは那珂川の藤井川、田野川、桜川で、逆川は桜川の支谷である。逆川は水戸市の南側の台地（緑岡台地とも）を北流し、桜川に合流する。逆川の流れによって台地は、下流に向かって左側を千波・緑岡・笠原地区に、右側を、元吉田、米沢、吉沢地区に分けられる。河道は直線的で、小規模な河岸段丘を形成している。軟岩が露出している箇所は無い。現在の水源地は東山団地調整池で、南から北に流れつつ周辺の湧水の流入で流量を増やすが、それでも流量は少ない。
逆川周辺の台地の地質は基盤は"水戸層"とも呼ばれる凝灰質の不透水性の粘土層、その上に透水性の高い砂・レキ層（"上市層"とも呼ぶ）、その上に関東ローム層が重なったものである。笠原水道水源に代表される逆川周辺の湧水は、水戸層と上市層の間に溜まった地下水が崖等の場所から湧き出たものである。逆川の環境保護活動をしている団体により、逆川緑地内で以下の6つの湧水箇所が見いだされている。
- さくら通り（市道南町・千波線）下の竹藪付近（本郷橋寄り）
- さくら通り下の竹藪付近（小門橋寄り）
- 「いきものたちの広場」の池近く
- 小門橋付近の湿性植物観察エリア奥
- 笠原水道水源地
- 塩橋の下流向かって右岸の里山との境界付近
- 米沢橋の下流向かって右岸斜面竹藪の中

## 生物環境

### 水生生物
逆川は生活排水が流れ込む上流部と、湧水の流入量が増える中・下流部より水質が異なっている。その為、源流から笠原付近の上中流域ではミズムシ（ワラジムシの仲間）、ユスリカ、ヒルといった汚れた水でも生息可能な生物が多く見られ、魚の姿はあまり見られない。またアメリカザリガニも多くいる。流れが逆川緑地に移るとコイやオイカワ、カワムツ、ヨシノボリ、ドジョウなどの魚が現れる。ドジョウの中には「環境省レッドリスト」で絶滅危惧種ⅠＢ類に指定されているホトケドジョウも見られ、流れ込む周辺の清涼な湧水がホトケドジョウの生息を可能にしていると考えられる。後述のサケの遡上姿が見られるのもこの辺りである。川底に泥、砂が多くなる桜川の合流付近はモクズガニ、ウグイの姿が見られる。
以下に挙げたのは"『河川生物生息実態調査報告書』（2010年3月）水戸市"、"『平成16年度自然環境調査（河川生物編）結果報告書』（2005年3月）水戸市"、"『平成26年度 自然環境調査（市内東部地区） 』水戸市"の出典から抽出された、逆川で確認された魚類及び底生生物である。
魚類（26種）
- サケ
- アユ
- タモロコ
- ニゴイ
- カマツカ
- モツゴ

- ウグイ
- マルタ
- カワムツ
- オイカワ
- ギンブナ
- ゲンゴロウブナ

- コイ
- ヤリタナゴ  注1
- ドジョウ
- ナマズ
- ウナギ
- カダヤシ 注2
- グッピー 注2

- メダカ
- オオクチバス 注2
- ブルーギル 注2
- ボラ
- ヌマチチブ
- ヨシノボリ
- トウヨシノボリ

注1）ヤリタナゴは『茨城県版レッドデータブック（茨城における絶滅のおそれのある野生生物）』で2010年に危急種、2016年に絶滅危惧Ⅱ類に指定されている。
注2)国外外来種
底生生物（22種）
- カワニナ 水環Ⅱ
- モノアラガイ
- タニシ科
- サカマキガイ 水環Ⅳ
- マシジミ

- イトミミズ
- エラミミズ
- ヒル 水環Ⅲ
- シマイシビル
- ミズムシ 水環Ⅲ

- アメリカザリガニ 水環Ⅳ
- コカゲロウ
- チラカゲロウ
- コオニヤンマ 水環Ⅱ
- イトトンボ
- マツモムシ

- コガタシマトビケラ
- ガガンボ
- ユスリカ
- セスジユスリカ 水環Ⅳ
- ホンチョウバエ
- ゲンゴロウ類

注）上の内、水質の指標生物であるものには以下の表示をつけている
- 「水環Ⅱ」は"水質環境Ⅱ"のことで、"少し汚い水環境"であることを示す。
- 「水環Ⅲ」は"水質環境Ⅲ"のことで、"汚い水環境"であることを示す。
- 「水環Ⅳ」は"水質環境Ⅳ"のことで、"大変汚い水"であることを示す。

#### サケの遡上
2005年11月、那珂川から迷い込んだと思われるサケが遡上する姿が桜川・逆川で確認され、新聞で報道された。以後2017年まで毎年秋にサケの遡上が確認され、逆川の水質改善の成果と捉えられている。逆川に来たサケは主にふれあい橋から水神橋の間で産卵を行っている。2005年に遡上した時の調査では26個の採卵中1個が生存卵であった。サケの遡上数は桜川との合流点より下流にある柳堤堰の開閉により変動が見られる。柳堤堰は水戸市柳町・本町にある備前堀への導水のための堰で、2005年は工事により堰が開放されており、サケが遡上しやすい環境であった。その後も柳堤堰を長く開けていた年はサケの遡上数が多いことが分かってきたことから、サケの生活環に合わせ、11月から3月は堰の開放するようになった。また、逆川でのサケの稚魚放流事業が2009年から行われている。
なお逆川は水質が今よりもずっと清浄であった時期であってもサケが来るような川では無かったとされ、茨城新聞紙上において市民より"それは何故か?"との問いが投げかけられた。それに対し国交省霞ヶ浦導水工事事務所員は、"河川改修以前の逆川は段差がある小さな川であった為、サケが遡上出来なかったのでは"との見解を紙上で返している。

### 鳥類
2011年の水戸市立博物館特別展示『逆川緑地』の図録では、逆川緑地には現在88種の野鳥が確認できている、としている。この多種な鳥が生息するのは、逆川緑地がヨシ原、竹林、落葉樹林、杉林といった多様な植生を持っているからとしている。
以下は水戸市立博物館が2010年9月から2011年8月に行った逆川緑地で見られる野鳥調査で紹介されている鳥である。
- カイツブリ
- カワウ
- ダイサギ
- コサギ
- アオサギ
- マガモ
- コガモ
- カルガモ
- ヒドリガモ

- トビ
- オオタカ
- ハイタカ
- チョウゲンボウ
- サシバ
- コジュケイ
- キジ
- バン

- イソシギ
- キジバト
- カワセミ
- アカゲラ
- コゲラ
- コブハクチョウ
- コクチョウ

- スズメ目（多数確認の為一部のみ紹介）

- ハクセキレイ
- ツグミ
- アオジ
- モズ
- オオヨシキリ
- ルリビタキ
- ジョウビタキ

### 植物
逆川は流量が少ない為、水生植物の生息は広くは見られない。それでも、ササバモ等の沈水植物も見られる。陸上においては、逆川緑地において、ヨシ原、竹林、落葉樹林、杉林といった多様な植生が見られる。

## 水質
かっての逆川は流れ込む湧水の為、清らかな川であったが、そこに周辺の宅地化により生活排水が流入し始めた等により、1980年代頃からひどく汚濁した川となった。しかし、周辺の公共下水道の普及率が高まるにつれ、水質改善が進んでいる。
逆川のph（水素イオン濃度）、BOD（生物化学的酸素要求量）、COD（化学的酸索要求量）、SS（浮遊物質量）、DO（溶存酸素量）の歴年変化は以下グラフのとおりである。調査は水戸市が逆川の中流付近（米沢町）と河口の2カ所で行ったもので、表に示した数値は調査年度（4月から3月）での平均値である。
逆川が「生活環境の保全に関する環境基準（河川）」により指定されているC類型の2018年5月現在の基準値は下表のとおりでph、BOD、DOについてはグラフ上で表示もした。
| ｐＨ           | ＢＯＤ     | ＳＳ        | ＤＯ       |
| -------------- | ---------- | ----------- | ---------- |
| 6.5以上8.5以下 | 5mg/ｌ以下 | 50mg/ｌ以下 | 5mg/ｌ以上 |

pH（1991年度から）
BOD（1984年度から）
COD（1991年度から）
SS（1991年度から）
DO（1991年度から）
通常、清浄な水質とされるのはBOD、COD、SSの場合は低い時で、DOの場合は高い値の時である。そこで日本で「水質が最も良好な河川（国土交通省発表）」のひとつに選ばれている高知県の仁淀川と逆川の2015年度水質データ（平均値）を比較すると下表のようになる。
| 河川名 | 測定地点                                | BOD | CDO | SS | DO |
| 逆川   | 桜川合流点前                            | 3.1 | 5.6 | 10 | 11 |
| 仁淀川 | 中島水位観測所 （仁淀川大橋上流約100m） | 0.5 | 1.2 | 2  | 10 |

逆川が属する桜川水域は、逆川と沢渡川を含め「生活環境の保全に関する環境基準（河川）」（以下「生活環境項目」と称す）の「C類型」に1998年3月30日に指定されている。このC類型は生活環境項目において6つある類型中、最も清浄な水質基準を定められている類型を上とした4番目に位置し、水道利用には適さずコイ、フナ等のβ中腐水性水域の水産生物や工業用水としての利用目的に適応しているとされる類型である。基準の達成期間は4段階ある設定中2番目の速さである「5年以内に可及的速やかに達成」の"ロ"に指定されている。逆川は2008年度から2016年度まではBODの基準を達成している

。
また生活環境項目の中で更に、水生生物等の生育環境保全の為に定められた「水生生物の保全に係る水質環境基準」（以下「水生生物保全環境基準」と称す）においては、逆川が属する桜川水域は、逆川と沢渡川を含め「生物B」に2011年3月31日に指定されている。この生物Bの類型は、コイ、フナ等比較的高温域を好む水生生物及びこれらの餌生物が生息する水域に区分されている。桜川水域に定められた達成期間は「ただちに達成」とする"イ"である。水生生物保全環境基準の生物B類型の基準値は以下である（2018年5月現在）。桜川水域としては2011年度（平成23年度）の指定から2017年度まで基準を達成している。
| 全亜鉛          | ノニルフェノール | ＬＡＳ          |
| --------------- | ---------------- | --------------- |
| 0.03ｍｇ/ｌ以下 | 0.002ｍｇ/ｌ以下 | 0.05ｍｇ/ｌ以下 |

## 災害

### 水害
1949年刊の『水戸市水害誌』は逆川について、この川は水深が浅く、豪雨時には増水し周辺の水田を冠水させ、また千波湖に直接流れ込んでいた時代では千波湖溢水の要因にもなった、旨を記述している。1938年（昭和13年）6月28日から30日の大雨が起こした茨城県内の歴史的大水害では、那珂川、千波湖、桜川の氾濫と共に逆川も氾濫し、水戸市内の下市地区を大規模に冠水させた。昭和50年代後半に川底を深くする工事がなされている。

### 東北地方太平洋沖地震での被害
2011年3月11日に起きた東北地方太平洋沖地震（東日本大震災）では水戸市は震度6弱を記録し、死者7人、負傷者84人、全壊住宅164棟等の被害が発生した。この地震で逆川緑地では路面の損壊や、地盤の液状化の痕跡が見られた。

## 利水
2014年12月末現在において逆川の工業用としての取水許可が1件ある。水戸市では千波湖の浄化のため逆川緑地の湧水を千波湖に導水している

## 環境活動
逆川の環境改善・保護への取組に以下のようなものがある。
- 第二期水環境改善緊急活動計画 桜川清流ルネッサンスⅡ
  - "桜川清流ルネッサンスⅡ"は、桜川水域と千波湖の水環境の改善の為に流域の国・自治体と住民が連携して活動する事業である。国土交通省の"第二期水環境改善緊急行動計画"で計画対象の河川等として桜川・沢渡川（堀川）・逆川・千波湖が選定され、2007年に行動計画を策定した。2016年に計画を改定し、「清らかな 水に戻そう 桜川」をキャッチフレーズに行政担当者と住民が集う"桜川清流ルネッサンスⅡ地域協議会"を主体として、桜川・沢渡川（堀川）・逆川・千波湖の水質改善、親水空間整備のための目標設定、各機関が連携しての施策の策定、実施を行っている。逆川においては、BOD値5mg/l以下、現在の流量の確保・維持、水辺のゴミを減らし親水空間の向上を目標に置かれている[167][168][169][170]。
- 逆川緑地のホタルの再生活動塩橋下流側右岸にあるホタル再生地

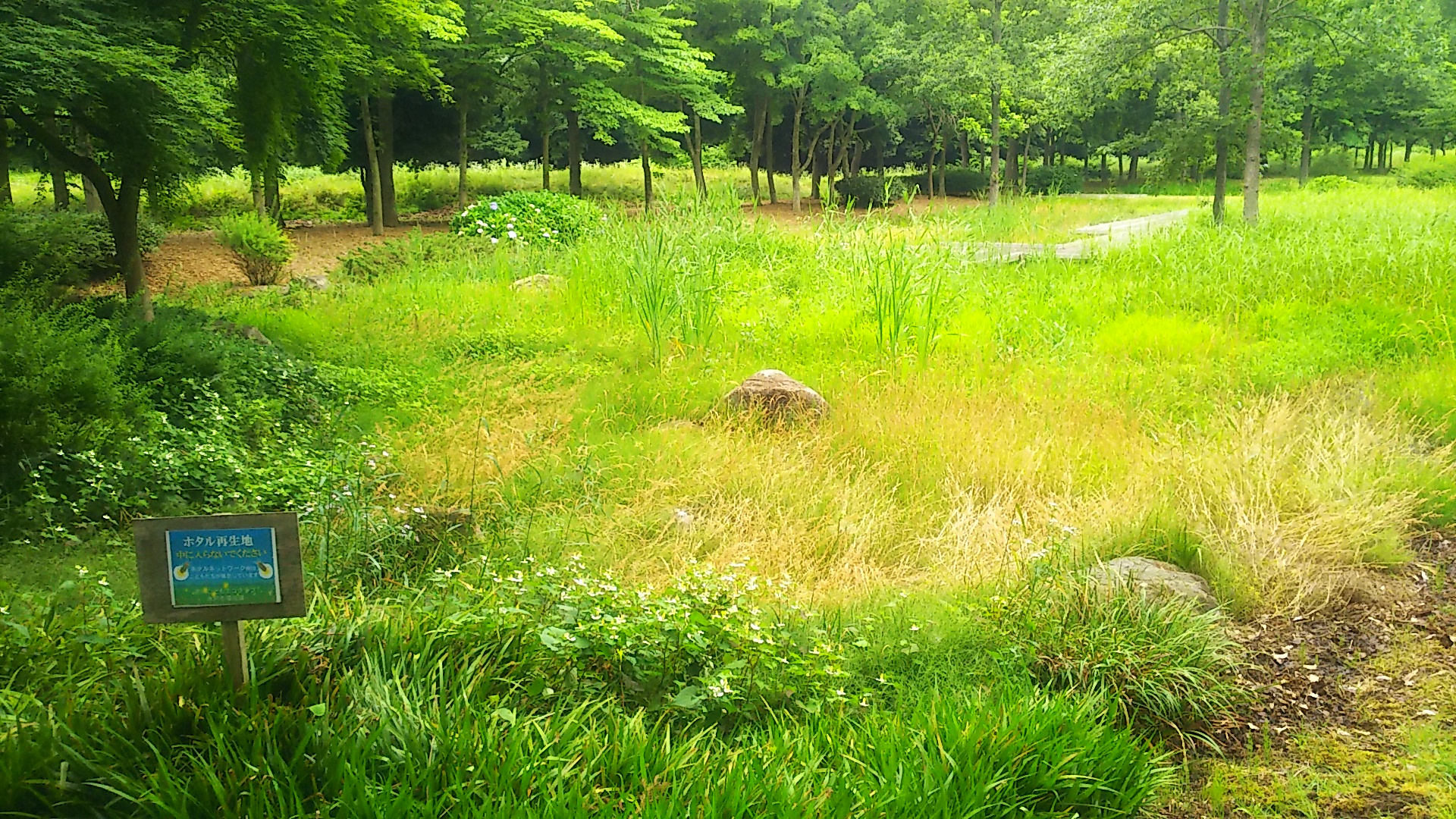
塩橋下流側右岸にあるホタル再生地

  - 逆川緑地のある場所は昭和30年代までは水田が拡がっていて、ホタルが飛んでいた。このホタルを再生するための活動が市民の手で2006年から始まった。再生場所に選ばれたのは塩橋近くの広場で、ホタルとホタルの幼虫の餌になるカワニナ等が生息しやすくするために、水路の造成と除草が行われた。2007年の7月7日、500個の卵が整備された再生場に放流され、翌年ゲンジホタル、ヘイケボタルの発生が確認された。以降もホタル生息の為の環境整備は、地域の環境保全団体である「逆川を愛する会」「逆川こどもエコクラブ」が中心として行われ、ホタルの発生が継続して確認されている[171][172]。

- 「逆川ごみローラー作戦」「桜川水系クリーン作戦」
  - 逆川や逆川緑地では2000年頃までは捨てられたゴミが目立っていた。この状況に団体・企業・行政・市民が「逆川ごみローラー作戦」「桜川水系クリーン作戦」などの名称で清掃作業に取り組んでいる。清掃に取り組んでいる者には前出の「逆川を愛する会」「逆川こどもエコくらぶ」の他、水戸市元吉田の酒造会社明利酒類やプロサッカークラブの水戸ホーリーホックなどがいる。明利酒類はかっては酒の仕込み水として逆川の水を使っていたとも言い、明利酒類の清掃活動は2000年から継続して行われている。これらの者の活動でゴミは少なくなってきている[173][174][175][176][177]。

「逆川を愛する会」は2011年に環境省の水・土環境保全活動功労者表彰を受けた。